# São Sebastião do Alto
São Sebastião do Alto é um município brasileiro do estado do Rio de Janeiro. Localiza-se 21º57'26" de latitude sul e 42º08'05" de longitude oeste, a 575 metros de altitude. Conta com uma população de 8 906 habitantes (2008).
Estende-se por uma área de 397,214 km², a cerca de três horas de viagem da cidade do Rio de Janeiro e a uma hora de Nova Friburgo.
Conhecido como A Mesopotâmia Fluminense, o município de São Sebastião do Alto tem a sede localizada próxima à "Serra do Deus Me Livre", que revela uma pequena cidade onde a tranquilidade é excessiva. Possui um clima agradável e uma população acolhedora. 
Sua principal singularidade é a configuração geográfica harmônica. O céu acolhedor o protege entre montanhas, rios e vales. Uma altitude bem expressiva dá-nos a impressão de uma linda paisagem moldurada pela própria natureza.

## História

### A Criação
Segundo historiadores, desbravadores aqui vieram motivados pela febre do ouro, que na metade do século XVIII, arrastou bandos de aventureiros para as margens dos córregos auríferos e afluentes dos rios Macuco, Negro e Grande, dirigidos pelo legendário bandoleiro Manoel Henriques, conhecido pela alcunha de Mão de Luva.
Seus primeiros habitantes foram formados por tribos de Coroados e Goitacás, dominados pelos desbravadores por seu número e valentia.
Após a prisão de Mão de Luva e seu bando, o vice rei do Brasil, D. Luís de Vasconcelos e Souza, determinou, através do decreto de 18 de outubro de 1786, que as terras da região fossem concedidas a todos os interessados em garimpar, sob a condição de pagar  o quinto de todo o ouro coletado à coroa portuguesa.
A partir de então, inúmeros garimpeiros aventureiros começaram a vir para as terras do atual município de São Sebastião do Alto, sob a ilusão da abundância do precioso metal nos córregos da região. 
No alto da serra, existia uma  grande figueira, que ficava na trilha dos desbravadores. A velha árvore era o local de descanso à sombra e ponto de encontro para conversas de fim de tarde entre os exploradores.
Desiludidos por não haver encontrado o metal, muitos dos garimpeiros foram embora, outros aqui permaneceram, se firmaram, e como colonizadores se ramificaram.  Desenvolveram a agricultura do café e criaram o Arraial de São Sebastião do Alto, elevado a Curato pelo Decreto Provincial Nº  600 de 20 de setembro de 1852,  com Freguesia em Santa Rita no Município de Cantagalo. 
```
Artigo 1º. Fica criado um curato, sob a invocação de S. Sebastião, no arraial da mesma denominação, na freguesia de Santa Rita, município de Cantagalo.
Artigo 2º. O presidente da província fica autorizado a marcar os limites daquele curato, ouvindo para esse fim não só a câmara municipal, como as autoridades eclesiásticas competentes.
[
10
]

Palácio do governo da província, em 20 de setembro de 1852.
Luiz Pedreira do Coutto Ferraz.
```

A deliberação, estabelecendo as primeiras divisas de São Sebastião do Alto, conforme o artigo 2º do Decreto Provincial Nº  600 de 20 de setembro de 1852:
```
Artigo único. A linha divisória do território do curato de S. Sebastião, do termo de Cantagalo, creado pelo decreto n. 600, de 20 de setembro do anno passado, partirá do morro do - Doudo - junto ao Rio Grande, e seguirá pelo mesmo rio até á barra do córrego - Macapá -, d'onde continuará pelo Rio Negro comprehendendo as fazendas de José Antônio de Faria á margem do Rio Grande, do fallecido padre Rainha, e de João Ferreira de Oliveira, á margem do Rio Negro; e depois por este rio acima até a barra do ribeirão do Macuco, pelo qual subirá até o ponto em que passam as divisas da freguesia do SS. Sacrameto, e por estas até tornar a encontrar o sobredito morro do - Doudo -.
[
11
]

Palácio do governo da província, em 28 de janeiro de 1853.
Luiz Pedreira do Coutto Ferraz.
```

Vista parcial da Freguesia de São Sebastião do Alto-RJ em 1877. Ao fundo, a igreja de São Sebastião e o antigo chafariz.

Em 28 de setembro 1855, através do Decreto Provincial Nº 802, foi elevado à Freguesia. Através da Lei Nº 1.208 de 24 de outubro de 1861, a Freguesia de São Sebastião do Alto é desmembrada do município de  Cantagalo e anexada a  Santa Maria Madalena, que se elevou à categoria de Vila, assegurando sua emancipação pela mesma lei.
```
Artigo 1º. - Fica elevada à categoria de - Villa -, com a mesma denominação, a freguesia de Santa Maria Madalena, do termo de Cantagallo; e farão também parte do novo município as freguesias de São Sebastião do Alto e São Francisco de Paula, desmembradas do mesmo termo.
Artigo 2º. - Esta Villa será instalada logo que os moradores do logar mobiliarem, à sua custa, uma casa para as sessões da Câmara Municipal, do jury e audiências das autoridades e terá dous tabelliães do judicial e notas.
[
15
]

Palácio do governo da província, em 24 de outubro de 1861.
Luiz Alves Leite de Oliveira Belo
```

Em 17 de abril de 1891, através do Decreto Nº 194 do Governador Francisco Portela, foi elevado a categoria de Vila e criado o Município de São Sebastião do Alto.
```
Art. 1º. – Fica creado o município de S. Sebastião do Alto, cuja sede será a freguesia do mesmo nome, que é elevada à categoria de villa.
Parágrafo único. O novo município, que fará parte da comarca de Santa Maria Magdalena, terá os mesmos limites daquela freguesia.
Art. 2º. – Ficam revogadas as disposições em contrário.
[
17
]

17 de abril de 1891.
Francisco Portela
```

### A Extinção
Em 08 de maio de 1892, fundamentado na nova Constituição do Estado do Rio de Janeiro, de 9 de abril de 1892, o município de São Sebastião do Alto foi extinto pelo então Presidente do Estado Dr. José Tomás da Porciúncula, junto com mais treze municípios, pelo Decreto Nº 1, de 08 de maio de 1892, que estabelecia condições para a existência dos municípios, dentre elas, ter população superior a dez mil habitantes, tendo como referência o senso de 31 de agosto de 1890. 
Com a nova reorganização política do Estado, São Sebastião do Alto, foi anexado ao município de São Francisco de Paula, hoje, Trajano de Moraes, como terceiro distrito. Valão do Barro passou a ser denominado quarto distrito.
A anexação de São Sebastião do Alto a São Francisco de Paula, permitiu, que somado o numero de habitantes  dos dois municípios, garantir a autonomia do município de São Francisco de Paula, já que este também não tinha a numeração populacional exigida pelo criterioso Decreto, pela nova Constituição.

### O Reestabelecimento
Em 30 de agosto de 1892, com o entendimento que deveria ser realizado um novo recenseamento, admitindo que o anterior demonstrava imprecisão, um novo senso foi realizado e comprovado que a população de São Sebastião do Alto e a população de Valão do Barro somavam 10.823 habitantes, portanto, atendendo os critérios para manter sua emancipação.
Com base nos resultados do senso, em 18 de outubro de 1892, uma campanha de reconquista do município sensibilizou o deputado João Alves de Matos Pitombo, que apresentou o Projeto de Lei Nº  139, que repararia a injustiça de extinção do município.
```
Pedi a palavra para apresentar um projecto que é a reparação de uma injustiça, embora não proposital, e sim resultante de condições legaes.
O Presidente do Estado quando, pelo que determina a Constituição, fez a actual divisão municipal, eliminou alguns municípios que não podião permanecer, porque a sua população pelo recenseamento existente naquela ocasião não correspondia ao que a lei estabeleceu.
Esta Assembléia em boa hora votou que o novo recenseamento fosse feito, e com as bases por ele colhidas, chegou-se à conclusão de que o município de S. Sebastião do Alto estava pelo lado da população nas condições de novamente ser creado.
Além da população este município tem tido os requisitos exigidos pela lei votada por esta Assembléia, e, portanto, apresentando o projeto que passo a lêr, não faço mais do que reparar uma injustiça (Apoiados).
Vem à mesa, é lido, julgado objeto de deliberação e remettido a comissão de Estatística, Divisão Civil e Judiciária, o seguinte Projecto
1892 – N. 139 A Assembléia Legislativa do Estado do Rio de Janeiro, resolve:
Art. 1º. - Fica restabelecido o município de São Sebastião do Alto, com as divisas que tinha, por contar com população superior a 10.000 habitantes, como ficou provado pelo último recenseamento, e achar-se nas condições estatuídas na lei de organização municipal.
Art. 2º. – Ficão revogadas as disposições em contrário.
Salão de sessões, 18 de outubro de 1892.
Mattos Pitombo.
[
25
]
```

Após o projeto votado e aprovado em plenário no dia 30 de novembro de 1892, foi encaminhado para ser sancionado pelo Presidente do Estado do Rio de Janeiro como Lei Nº 33, de 7 de dezembro de 1892, que reestabeleceu os limites originais do Município de São Sebastião do Alto.
```
O povo do estado do Rio de Janeiro, por seus representantes, decretou e eu promulgo a seguinte lei:
Art. 1º.  Fica restabelecido o município de São Sebastião do Alto, com as divisas que tinha.
Art. 2º. Ficam revogadas as disposições em contrário.
Mando, portanto, a todas as autoridades a que o conhecimento e execução desta lei competir, que a executem e façam executar e observar fiel e inteiramente como nella se contém.
Publique-se em todo o território do Estado.
Palácio do governo do Estado do Rio de Janeiro, 7 de dezembro de 1892.
Dr. José Thomaz da Porciuncula – Miguel Joaquim Ribeiro de Carvalho.
[
27
]
```

Missa Campal em frente a Câmara Municipal de São Sebastião do Alto, em 1920.

Após o reestabelecimento do município, em dezembro de 1892, foi realizada a primeira eleição para a  Câmara Municipal, que exercia a função legislativa e executiva à época. No dia 4 de fevereiro de 1893, tomaram posse os vereadores:
- Leudegário Gonçalves de Lima Gaeto (presidente)
- Antônio Teixeira da Fonseca (vice)
- Antônio Gomes Rocha Sobrinho
- Boaventura da Costa Pinheiro
- Constantino Cerbino
- João José Patrício
- Luiz Carneiro Viana
- Manoel Gonçalves Ribeiro
- Ricardo Tavares de Souza Lima

### O Risco de Supressão
Em 1943, mais uma vez, através da Comissão Especial de Estudos da Divisão Administrativa do Estado do Rio de Janeiro, o interventor  Amaral Peixoto manifesta o interesse de extinguir o município de São Sebastião do Alto. O interesse de supressão estava ligado ao seu projeto de ascensão de um novo e próspero município,  Cordeiro, que seria emancipado de Cantagalo, tendo Macuco e São Sebastião do Alto como distritos. Já Valão do Barro (junto com os territórios hoje de Ibipeba e Ipituna), seria desmembrado e anexado ao município de Itaocara. 
A notícia surgiu por acaso, quando o altense Francisco de Carvalho Madeira, residente em Nova Friburgo, ouviu a notícia através da Rádio Record São Paulo. Imediatamente, reuniu os altenses residentes em Nova Friburgo e pediu que avisassem os moradores de São Sebastião do Alto sobre a triste notícia, a fim de estabelecer as providências necessárias.
Durante a Exposição Agropecuária de Cordeiro, em 26 de maio de 1943, na presença do presidente Getúlio Vargas, Amaral Peixoto disse no final de seu discurso: “A população do distrito de Cordeiro pode se considerar emancipada de Cantagalo”. Diante do risco real do cumprimento e supressão do município de São Sebastião do Alto, a população se organizou e em 25 de setembro de 1943 foi eleita uma  Comissão Pró-Defesa, para comprovar que o município tinha características singulares, se comparado aos demais municípios, através de um memorial demonstrativo fundamentado em dados do IBGE, apontando que o município estava à frente em vários aspectos, em comparação a outros municípios não ameaçados de extinção.

#### A Comissão Pró-Defesa
Por aclamação, se elegeu a Comissão Pró-Defesa do Município de São Sebastião do Alto, a fim de estabelecer a ligação entre o povo e o governo, assim constituída:
- Dr. Hermes Pereira Ferro
- Dr. Jair Pontes Pereira
- Dr. Eurico Cerbino
- Coronel Eulógio Pereira de Queiroz
- Firmo Daflon
- Padre Manoel Dias da Costa
- Sebastião do Freitas Britto
- Nazareno Latini Sobrinho
- Professor Waldyr Vieitas
- Deodoro de Lima Carvalho
- Silvio da Rocha Queiroz

### A Campanha Pró-Defesa
Na primeira fase da campanha, a comissão foi ao Palácio do Ingá, em Niterói, para apresentar os argumentos contra a extinção do município, entretanto, após diversas tentativas sem sucesso de uma audiência com o Interventor Amaral Peixoto, foi colocada em prática a segunda fase da campanha pró-defesa.
A partir de 1º de novembro de 1943, foi realizado um verdadeiro bombardeio de  telegramas, de diversas pessoas, endereçados ao interventor Amaral Peixoto no Palácio do Ingá, argumentando e solicitando a permanência de São Sebastião do Alto como município. O bombardeio telegráfico durou quinze dias, chegando a ser remetidos dez telegramas por dia, com o objetivo de pressionar o interventor a abandonar a ideia de supressão do município.
No dia 15 de novembro de 1943, após quinze dias de envios de telegramas, foi informado que a Comissão de Reforma Territorial e Administrativa do Palácio do Ingá, que São Sebastião do Alto continuaria como município. O que foi confirmado pelo Decreto Lei Nº 1.055 de 31 de dezembro de 1943, publicada no Diário Oficial em 1 de janeiro de 1944, que criou o município de Cordeiro apenas com Macuco como distrito.
Na ocasião, foi composto de modo popular a melodia "Hino Altense", que foi entoado em entusiasmados desfiles pelas ruas da cidade durante e após a vitoriosa campanha sustentada pela Comissão Pró-Defesa. Os atos cívicos foram liderados pelos professores e alunos do grupo escolar e sempre acompanhados pela banda de música Santa Irene.
```
"Entre Estados não existem fronteiras!
O Brasil, um todo integral!
Mas a terra, onde todos nascemos,
Miniatura da Pátria imortal
É nosso sistema nervoso,
Gerador de amor nacional.
```

```
(Refrão)
Conterrâneos, cerremos fileiras
Na defesa da terra natal!
Confiemos no tino e justiça
Do nosso Interventor Federal.
```

```
Conterrâneos, devemos tributos
Aos altenses doutra geração
Eles nos legaram o município
Que ameaça morrer em nossa mão!
Trabalhemos com afinco e denodo
Na campanha para sua salvação."
[
37
]
```

#### A Comissão de Agradecimentos

A Comissão de Agradecimentos recebida por Amaral Peixoto no Palácio do Ingá, em Niterói. Janeiro de 1944

Uma comissão de agradecimentos foi recebida por Amaral Peixoto no Palácio do Ingá, em Niterói, para mostrar gratidão à decisão de manter a autonomia do município de São Sebastião do Alto.
- Dr. Hermes Pereira Ferro
- Walter Vieitas
- Artur Nery de Sá
- Manoel de Araújo Filho
- João Teixeira Vogas
- Deodoro Lima de Carvalho
- Nazareno Latini Sobrinho
- Américo Teixeira Vogas
- Antônio Moreira da Silva
- Eulógio Pereira de Queiroz
- Delcio Vahia de Abreu
- Boaventura Borges do Amaral
- Firmo Daflon Filho
- Domingos Constantino Latini
- Francisco Manoel dos Santos
- Silvio da Rocha Queiroz
- Manoel de Oliveira Conceição
- Franklin José Pereira
- Cid de Azevedo Tavares
- José Latini
- Norival Siqueira

## Símbolos

### Brasão

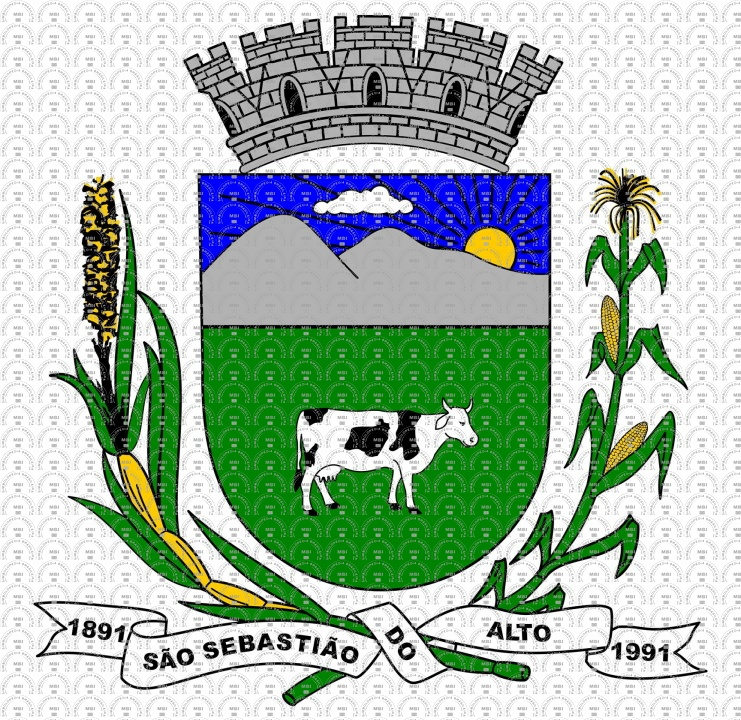
Brasão Oficial do Município de São Sebastião do Alto-RJ

Idealizado pela professora Beatriz Fajardo de Oliveira Viana, a pedido do então prefeito Hermes Pereira Ferro, o Brasão foi inspirado na beleza natural de São Sebastião do Alto e pelas osatividades econômicas da época, como montanhas, a pecuária e a agricultura. A coroa mural e as cores da Bandeira Nacional foram aplicadas no emblema distintivo do município.
- A coroa mural de cinco torres, em metal prata, simboliza a elevação à cidade.
- A paisagem traduz um céu acolhedor que a protegem entre montanhas, rios e vales, com singularidade e a configuração geográfica harmônica.
- O gado leiteiro simboliza a pecuária.
- A  haste do lado esquerdo representa a força do plantio de cana-de-açúcar da agricultura na época.
- A  haste do lado direito representa a força do plantio de milho da agricultura na época.
- O listel tem do lado esquerdo a inscrição da data de elevação a município em 1891. Na parte central o topônimo do município. E do lado direito a inscrição da data do primeiro centenário em 1991.

### Bandeira

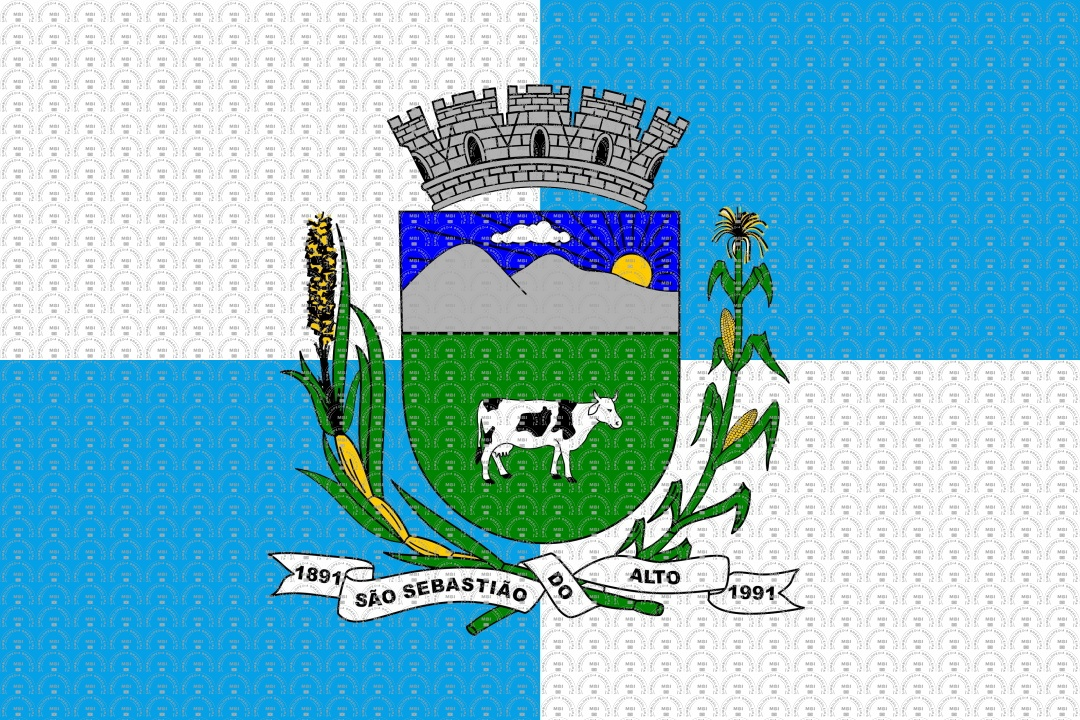
Bandeira Oficial do Município de São Sebastião do Alto-RJ

A Bandeira do município de São Sebastião do Alto - RJ, instituída com as seguintes características: esquartelada nas cores (branco e azul) em um retângulo, mantendo a proporção 07:10, ou 14 x 20 módulos, como a bandeira nacional, com o brasão do município ao centro ocupando 5/7 de altura.

### Hino Oficial
Em 27 de março de 1998, o município, em concurso aberto, elege o seu hino oficial, tendo como vencedor o de autoria do compositor Marcelo Romeiro Juliano. Em magnífico arranjo do também músico Arthur Salomão, o hino fez vibrar a grande e numerosa plateia, ao som da voz de Raquel Carvalhães.
Aprovado pela Lei  Municipal nº. 298, de 08 de dezembro de 1998, sancionada pelo prefeito Antônio José Segalote Pontes.
Foram os desbravadores.

Que o garimpo trouxe aqui.

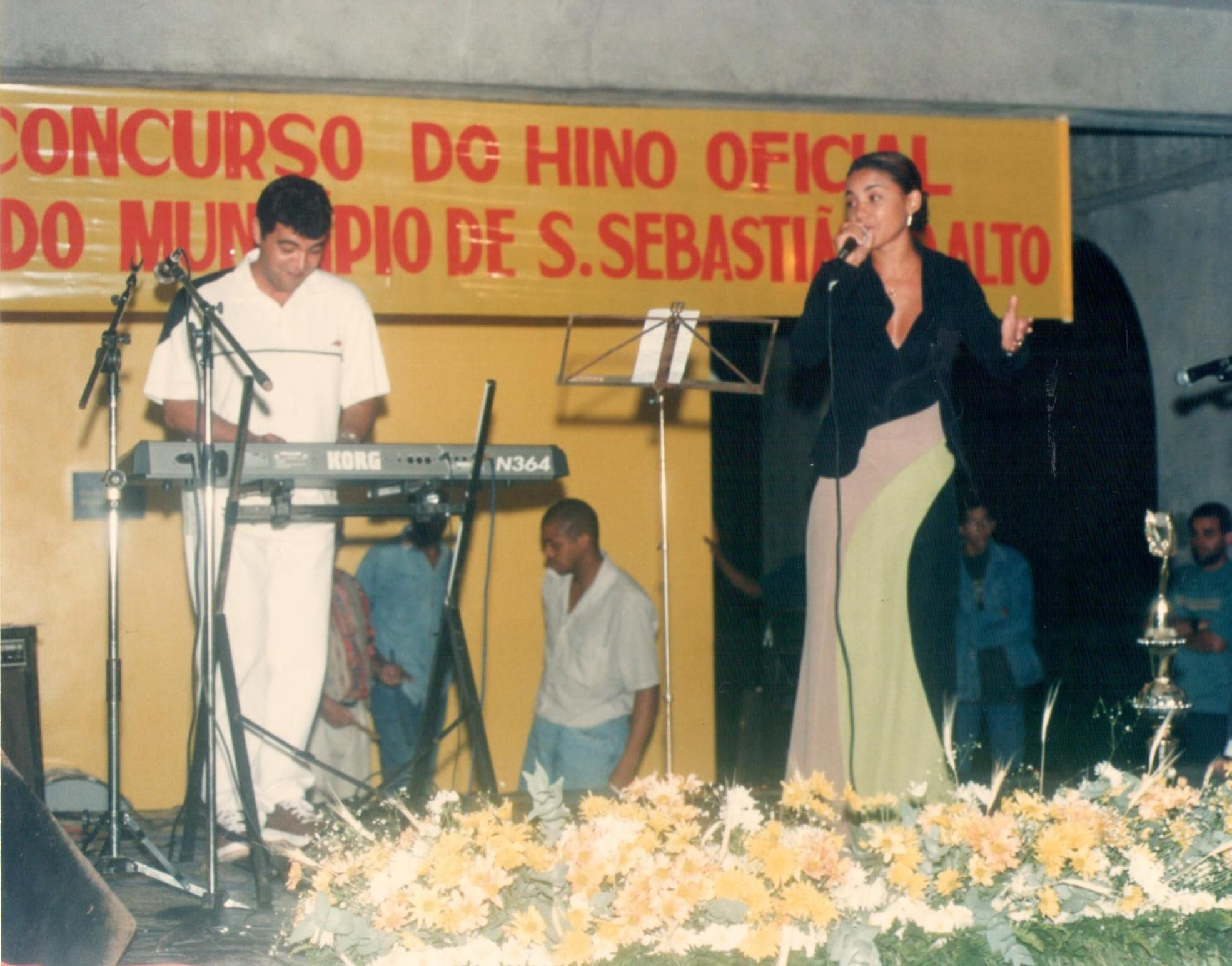
O compositor Marcelo Romeiro Juliano e a intérprete Raquel Carvalhães. 27 de março de 1998, Ciep-274 Maria Amélia Daflon Ferro, em São Sebastião do Alto-RJ.

À margem dos rios, índios, sofrimento,

Ilusão do ouro descobrir.

E os colonizadores

No afã de construir

Gerações de ferro,

Desenvolvimento,

Emancipação, subir.

São Sebastião do Alto

Das montanhas posso ver

Perto do céu

Teu ar é mais propenso

No trabalho e no lazer.

São Sebastião do Alto

Juro nunca te esquecer

Perto do céu

Teu verde é mais intenso

A razão do meu viver.

Hoje, estabilidade,

Cultura e educação.

Metas, realidade

Na família união.

Povo sagrado Altense

A conduz com tradição

Mesopotâmia Fluminense

Que bate em nosso coração.

Letra e Música: Marcelo Romeiro Juliano

## A Mesopotâmia Fluminense
Por suas características geográficas únicas, o município de São Sebastião do Alto é uma acidentada e longa mesopotâmia (terra entre rios). Formada pelas serras de São Sebastião e do Deus me Livre, entre os rios  Grande (80km) e  Negro (70km) até sua confluência no rio Dois Rios, apresenta em suas terras uma fertilidade uniforme, configurando uma singular mesopotâmia no território fluminense.
Oficialmente, o termo Mesopotâmia Fluminense surgiu na aclamação da Comissão Pró-Defesa, para demonstrar a singularidade do território de São Sebastião do Alto durante campanha contra os desejos de supressão do município, pelo então interventor do Estado Amaral Peixoto, em 1943.

## A Figueira Bicentenária
O município de São Sebastião do Alto tem sua origem nas sombras de uma figueira, estrondosa árvore de grande porte que abrigava várias espécies de pássaros nativos e outros animais silvestres.
A bicentenária figueira estava as margens de uma trilha utilizada pelos desbravadores, que subiam pela Serra do Deus Me Livre e paravam para o descanso debaixo de suas sombras antes de seguir caminho. Logo, o local se tornou ponto de encontro para a boa e velha conversa de fim de tarde. Naturalmente, os primeiros casebres apareceram e um pequeno comércio foi implantado, dando origem ao arraial de São Sebastião.
A figueira símbolo da cidade, estava situada em frente ao fórum e prefeitura de São Sebastião do Alto e resistiu em certa ocasião ao seu corte, impedido  por um grande movimento popular, liderados principalmente pela classe estudantil, e ela assim permaneceu por mais alguns longos anos.
Na ocasião, o professor Waldir Vieitas escreveu a seguinte crônica:
Eu sou a árvore, amiga, conterrânea e parente de todos os altenses; sou a mais velha desta terra entre os seres vegetal, animal e humano.
Hoje sou ameaçada, depois de tantos anos passados, depois que tantos filhos amigos por aqui passaram, depois de agasalhar com carinho os visitantes e conterrâneos com a sombra da minha ramada verdejante, depois de proteger os roceiros que vinham fazer compra e bebiam um pouco da gostosa cachaça do Sr. Vicente Stanizio e Sr. Henrique Pécly, depois de servir de cocheira e estaca para os animais dos viajantes, depois de servir de coreto, agasalhando Júlio Vieitas com sua batuta, manobrando a banda de música, depois de fornecer galhos para Ernani Correio pendurar seu bumbo, depois de esconder em meus galhos os garotos peraltas corridos da fiscalização de Mário Viana.
Para que deixassem de amarrar os cavalos em mim, houve uma conversa entre Gervásio de Freitas Brito, Constantino Cerbino, Franklim Pereira, Vicente Stanízio, Coronel Francisco Salustiano Pinto, Coronel Eulógio Pereira de Queiroz e outros.
Por que hoje sou condenada? Para a limpeza da cidade? Creio que não sou tão imunda, troco de roupa duas vezes por ano, tomo banho de acordo com a natureza, forneço frutas para os pássaros que gorjeiam sobre meus galhos. Será que estou fora de alinhamento, também não, estou em um cantinho reservado que nunca sofri uma batida de veículos. Já recebi vários tiros de garrucha que erravam o alvo e a bala encravava em mim. Uma ocasião, não fosse a minha proteção, a bala teria atingido um casal totalmente inocente.
Há uns dias passados, quando já caía a madrugada, silenciosa e fria resolvi provocar o velho professor Fajardo (monumento existente na praça) em uma conversação sobre minha pena, senti que o velho achou um pouco estranho a minha voz, eu tive a impressão que ele teve vontade de correr, não tendo pernas, resolveu responder-me e ouvir os meus lamentos, na qualidade de velho professor, não se negou em orientar-me. Fui orientada, mas em todas as portas que ele mandou que eu batesse já se achavam fechadas, são justamente os nomes dos vultos que já foram citados.
Não tenho apelo e nem recursos com os homens de ontem, confio mesmo nos meninos de hoje, com auxílio do fiscal da prefeitura Eurico Botelho, para compreenderem que o vegetal também vive e goza de beleza da natureza, que vós também vieram ao mundo por ela. Não deixem ninguém fazer covardia comigo, deixa-me viver.
Ela a condenada.
No ano de 1998, uma manhã ensolarada, bem cedinho, aos roncos das motosserras, para a infeliz surpresa da grande maioria dos altenses, a centenária figueira, viva, símbolo histórico do município, foi derrubada para dar início as obras de construção da Praça Dr. Hermes Ferro.
Já no início do ano de 2023, após 25 anos do aniquilamento da figueira centenária, por iniciativa conjunta da Secretaria Municipal de Cultura e Museu Casa de Cultura Hermes Ferro, foi proposto o reconhecimento da árvore figueira, cientificamente catalogada como Boddhi Ficus Religiosa,  como símbolo histórico do município, devido a sua importância histórica, que resistiu por séculos no centro de São Sebastião do Alto como palco de acontecimentos e do cotidiano altense, de múltiplas gerações.
No dia 15 de março de 2023, foi decretado pelo chefe do executivo municipal que a figueira Boddhi Ficus Religiosa seja imediatamente reconhecida como símbolo histórico do Município de São Sebastião do Alto, através do decreto municipal número 2301.
No mesmo decreto municipal, ficou autorizado ao representante legal do Museu Casa de Cultura Hermes Ferro o plantio de uma nova figueira, da mesma espécie e no mesmo local da centenária árvore símbolo de nosso povo altense.
Um ano após o decreto, por iniciativa do Museu Casa de Cultura Hermes Ferro, no dia 15 de março de 2024, em uma linda manhã ensolarada e festiva, para a alegria dos altenses, uma nova figueira foi plantada no local original sob a entoação da magnífica Sociedade Musical Santa Irene de Nazareth. O evento contou com a presença da população altense, autoridades regionais e estaduais do Rio de Janeiro.

## Obra Literária

Capa do Livro A Mesopotâmia Fluminense. História do Município de São Sebastião do Alto 1786 - 1991. Houve apenas uma tiragem do livro em 1992. Hoje, um exemplar é considerado raríssimo.

O livro “A Mesopotâmia Fluminense” foi escrito especialmente pela ocasião das comemorações do primeiro centenário de criação do município de São Sebastião do Alto, comemorado em 17 de abril de 1991, com objetivo de  resgate de sua rica história e de seus personagens.
O lançamento da obra ocorreu um ano após as comemorações do primeiro centenário, devido a necessidade de mais pesquisas, para que a história reconstituída fosse enriquecida em detalhe e profundidade.
- Obra: A Mesopotâmia Fluminense. História de São Sebastião do Alto 1786 – 1991.
- Autor: Ramos, Lécio Augusto.
- Editor: Prefeitura Municipal de São Sebastião do Alto, RJ.
- Impressão: Zoomgraf-K Ltda, Avenida Jansen de Mello, 403, centro, Niteroi-RJ.
- Publicação: 17 de abril de 1992.
- Descrição física: 358 páginas, 23cmX16cm.
- Assunto: São Sebastião do Alto, RJ. História.

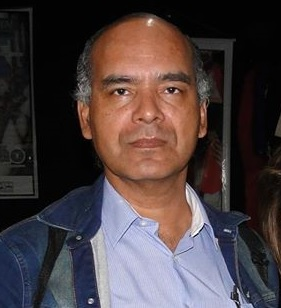
O autor Lécio Augusto Ramos em visita ao Centro Cultural Pe. Peter Joseph Corbett, São Sebastião do Alto-RJ, em 30 de maio de 2017

- Biografia: Nascido em Brasília em 1963, Lécio Augusto Ramos graduou-se em Comunicação Social em 1985, pela Universidade Federal Fluminense. Dedica-se as pesquisas históricas e genealógicas. Autor de “Edgar Brasil, um ensaio biográfico”, em colaboração com Hernani Heffner, trabalho que despertou-lhe o interesse pela história de São Sebastião do Alto, já que Edgar – um dos maiores fotógrafos do país – era filho de Cornélio de Souza Lima (1849-1941), importante personalidade da história do município.[47] Mestre em Comunicação pela Universidade Federal Fluminense (UFF). Foi professor substituto do Departamento de Cinema e Vídeo da Universidade Federal Fluminense. Foi professor auxiliar da Universidade Estácio de Sá. Servidor público concursado da Fundação Carlos Chagas Filho de Amparo à Pesquisa do Estado do Rio de Janeiro (FAPERJ). Experiente na área de Comunicação, com ênfase em História da Comunicação e do Jornalismo, Teoria da Comunicação, História do Cinema, Teoria do Cinema e Análise Fílmica. Desenvolveu pesquisas sobre mutações de identidade no cinema, representações da medicina no cinema, cinema digital, história do cinema brasileiro, história e evolução das salas de cinema, teoria e linguagem do cinema, análise da narrativa fílmica, imigração europeia no estado do Rio de Janeiro.[48]

- Outras obras:
  - Fernão Ramos ; MIRANDA, L. F. ; RAMOS, Lécio Augusto . Enciclopédia do Cinema Brasileiro. São Paulo: SENAC, 2000 (Autoria de verbetes e pesquisa geral e filmográfica)
  - RAMOS, Lécio Augusto . Corpo e identidade - medicina e imaginação no thriller hollywoodiano contemporâneo. CONTRACAMPO (UFF) , Niterói, v. 7, p. 79-106, 2002.
  - FREIRE, Mariana Baltar ; RAMOS, Lécio Augusto ; PLAZA, Pedro ; MORAIS, F. . O cinema e os filmes ou doze temas em torno da imagem. CONTRACAMPO (UFF) , v. 8, p. 125-151, 2003.

## Famílias Altenses Tradicionais
As famílias altenses tradicionais consistem principalmente naquelas estabelecidas no município desde o princípio de sua história e aquelas que adotaram um protagonismo no processo de sua colonização, das quais, seus descendentes ainda estejam radicados no município.

### Portuguesas e Brasileiras

Alípio, Alves Moreira, Alves Ribeiro, Amorim, Andrade, Araújo Lima, Azevedo Tavares, Barbosa da Cruz, Campos, Carvalho Bastos, Conceição, Corrêa da Rocha, Corrêa Dias, Corrêa Neves, Costa Pinheiro, Damasceno, Espíndola, Esteves, Fajardo, Faria Salgado, Fernandes Carneiro Viana, Ferreira da Rocha, Ferreira Mariano, Fontes, Gomes de Araújo, Gonçalves de Moraes, Gonçalves Jardim, Gonçalves Lima, Guerreiro Bogado, Lessa, Lima e Silva, Lopes Barbosa, Lopes Martins, Machado, Machado Botelho, Madeira, Mendes, Menezes, Moraes, Moreira da Silva, Nepomuceno, Oliveira, Pereira, Pinto, Pontes, Ribeiro, Ribeiro Passos, Rodrigues de Souza, Santos Gomes, Silva Freire, Souza Ismério, Souza Lima, Souza Lopes, Tavares de Oliveira, Teixeira Cipriano, Teixeira de Carvalho, Teixeira Vogas, Verdadeiro de Souza, Vieira de Cristo, Vieitas, Xavier de Souza.

### Italianas Pioneiras
Bellieni, Cerbino, Lauro, Marconi, Mezzavilla, Stanizio.

### Italianas Colonos Agrícolas
Badini, Bochimpani, Bollorini, Bonan, Campagnucci, Castricini, Cimini, Fratani, Latini, Montechiari, Pietrani, Segalotti, Topini.

### Suiças
Boechat, Dafflon, Geveaux, Herdy (Herde), Lantimant(Lanthemann), Lemgruber (Leimgruber), Pecly, Rimes (Rime), Wellinger.

### Francesas
Brassier, Duprat, Robin, Roure.

### Alemãs
Alt.

### Holandesas
Van Erven.

## A influência italiana
Cornélio de Souza Lima, intelectual e influente fazendeiro do município de São Sebastião do Alto,  introduziu os primeiros colonos italianos no território altense. 
Proprietário de uma das maiores fazendas de café no interior, percebeu que deveria se antecipar à época e fazer a transição da monocultura do café por outras formas de plantio, como a baunilha e cana de açúcar, e com isso, promover a renovação da mão de obra em suas lavouras.

Através da empresa agenciadora Angelo Fionita & Cia, acertou para que localizassem interessados na Itália e realizasse o translado de um grupo de imigrantes italianos para uma parceria agrícola na fazenda São Marcos, em São Sebastião do Alto.

Província de Macerata

Província de Ancora

Província de Fermo

Em meados de dezembro de 1884, chegaram os primeiros imigrantes italianos em terras altenses, onde firmaram um contrato de trabalho e parceria agrícola no dia 22 de dezembro no cartório de juízo de paz da então freguesia de São Sebastião do Alto. O modelo adotado era receber do proprietário da lavoura alojamento, suprimentos necessários para o trabalho e até metade de toda produção da  colheita, em troca de sua mão de obra na lavoura.
Os primeiros colonos italianos foram:
Da Província de MacerataBenedetto Polloni, Carlo Raffaele Topini, Domenico Broglia, Enrico Montechiari, Eugenio de Angelis, Giuseppe Giampaoli, Luigi Latini, Luigi Storani, Luigi Tambesi, Natale Baldoni, Nicola Forconi, Pacifico Tacconi, Pasquale Cimine e Vincenzo Pianesi.
Da Província de AncoraLuigi Bartola e Paolo Moriconi.
Da Província de FermoGiuseppe Lelli.
A partir desse primeiro contrato de trabalho e parceria, muitos outros imigrantes italianos se interessaram a vir para a fazenda São Marcos e suprir essa crescente carência da mão de obra na lavoura. Logo, as terras  onde se encontravam os alojamentos, se tornaram uma característica vila de italianos, formando até uma banda de música com o nome Recreio de São Marcos, que se apresentava em eventos festivos na fazenda e nas festas religiosas em São Sebastião do Alto.
Dentre muitas famílias de italianos que vieram posteriormente para a fazenda São Marcos, também foram registrados:
Nicola e Pietro Temperini, Angelo Fratani, Carlo Badini, Luigi Sagretti, Pasquale Talarico, Constantino Castricini, Giovanni Pietrani, Ettore Bonan, Luigi Bollorini, Enrico Campagnucci, Secondo Bochimpani, Luigi Mangaritini e Floriano Segalotti.
Com a notícia se espalhando sobre o sucesso do projeto de parceria com os imigrantes italianos e o crescente incentivo do governo brasileiro na imigração de europeus, outros fazendeiros aderiram ao pioneiro modelo de trabalho em terras altenses e centenas de colonos italianos começaram a integrar de forma bem expressiva a sociedade.
A expressiva presença de imigrantes europeus não portugueses, principalmente os italianos, influenciou uma parcela bem significativa da composição étnica do município de São Sebastião do Alto.

## Praça das Bandeiras
No centro de São Sebastião do Alto está localizada a Praça das Bandeiras, onde estão hasteadas as bandeiras Brasileira, Alemã, Francesa, Holandesa, Italiana, Portuguesa e Suíça, em homenagem a todas as famílias tradicionais altenses.

## Perfil Geográfico
- A Malha Fluvial[63]

Rio Negro: nasce no município de Duas Barras, no local conhecido como Alto dos Micheis. Situa-se na parte oeste do município de São Sebastião do Alto com 70km de extensão. É limite natural do município de São Sebastião do Alto com os municípios de Cantagalo, Itaocara e São Fidelis.
Afluentes da margem direita do Rio Negro: Córrego de São Joaquim, Córrego dos Indios e Córrego Valão do Barro.
Afluente da margem direita do Córrego São Joaquim: Córrego Santa Olga.
Afluentes da margem direita do Córrego dos Indios: Córrego das Águas Ferreas e Córrego do Santo.
Rio Grande: afluente da margem direita do Rio Paraíba do Sul, nasce na serra do Paquequer em Nova Friburgo. Situa-se na parte leste do município de São Sebastião do Alto com 80km de extensão. É limite natural do município de São Sebastião do Alto com os municípios de Trajano de Moraes, Santa Maria Madalena e São Fidelis.
Afluentes da margem esquerda do Rio Grande: Córrego da Babilônia, Córrego da Barra, Córrego Humaitá e Córrego do Sobrado.
Rio Macuco: Nasce na serra do Pacau com o nome de Macuquinho, no município de Duas Barras, e deságua na margem direita do Rio Negro em São Sebastião do Alto. 
Afluentes da margem direira do Rio Macuco: Córrego do Oliveira e Córrego do Várzea.
O Rio Macuco, junto com os córregos do Sobrado, do Santo, da Várzea e do Oliveira, são os limites naturais do município de São Sebastião do Alto com o município de Macuco. O limite por terra restringe-se por uma faixa entre 5 a 6 quilômetros na região conhecida como Morro do Sobrado. Devido a singularidade hidrográfica, o município é conhecido como A Mesopotâmia Fluminense.
- Subsolo

O subsolo rochoso do município de São Sebastião do Alto é composto principalmente por granito e gnaisse. Também são encontrados berilo, manganês, minério de ferro, talco, giz, caulim e mica. A parte ocidental do município possui jazidas calcárias da região do Rio Negro, situadas em uma cordilheira que se estende por até 25km, entre o Rio Negro e a RJ-116.
Na década de 1980 foram realizados estudos para implementação de uma indústria cimenteira no município, inclusive com conversas com um grupo peruano para exploração. Entretanto, o Governo Federal não autorizou a implantação da fábrica. 
- Grutas
  - Do Frederico (localizada próxima ao Córrego dos índios)
  - De Santa Irene
  - Da Muribeca
  - Do Morro do Céu
  - Das Cabeceiras
  - Toca dos Caboclos

Na década de 1960, foram realizadas algumas prospecções no município de São Sebastião do Alto pelo Programa Nacional de Pesquisas Arqueológicas (PRONAPA). Na gruta Toca dos Caboclos foram encontrados e coletados cacos, ossos e contas de colar feitas de ossos leves. O sítio arqueológico recebeu a classificação RJ-6P8.
- Altitude

A altitude média do município de São Sebastião do Alto é 250 metros, entretanto, a Sede municipal está localizada a cerca de 575 metros de altitude, situando-se no alto da Serra de São Sebastião, na junção com as Serras do Macaco e do Deu me Livre.
Ocupando uma posição centro-sul em relação ao território municipal, a sede do município possui um clima bem agradável.

## Subdivisão Geográfica

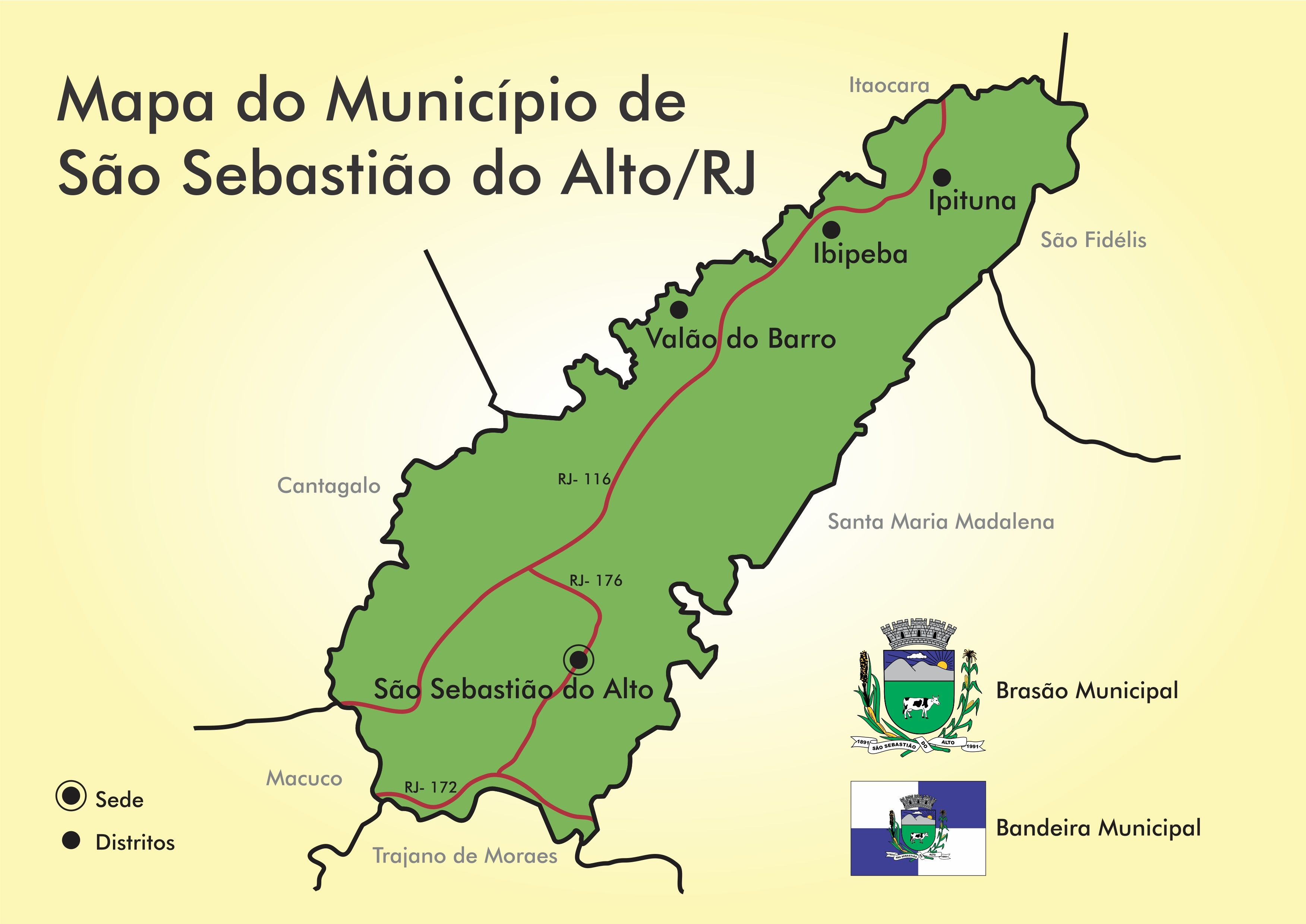
São Sebastião do Alto, localização da Sede e seus Distritos.

### 1º Distrito São Sebastião do Alto
O Distrito Sede do município foi instituído pelo Decreto Estadual Nº 194 de 17 de abril de 1891, que criou o Município com sua Sede de mesmo nome e elevada à categoria de Vila pelo Governador Francisco Portela. A instituição da zona urbana do distrito Sede foi criada pela Lei Municipal Nº 12 de 05 de dezembro de 1980, sancionada pelo Prefeito João da Rocha Ferreira Junior. Alterada pela Lei Municipal Nº 666 de 16 de maio de 2014, sancionada pelo prefeito Mauro Henrique Silva Queiroz Chagas.
- Bairros
  - Centro
  - Santa Irene
  - Bela Vista
  - Santa Rosa
- Fica localizado à 221km da capital do Estado do Rio de Janeiro.

### 2º Distrito Valão do Barro
Foi elevado à Vila em 07 de junho de 1891. A instituição da zona urbana do distrito foi criada pela Lei Municipal Nº 12 de 05 de dezembro de 1980, sancionada pelo Prefeito João da Rocha Ferreira Junior. Alterada pela Lei Municipal Nº 466 de 25 de outubro de 2004, sancionada pelo prefeito Antônio José Segalote Pontes. 
- Fica localizado à 22km da Sede do Município.

### 3º Distrito Ipituna
Criado pela Lei Municipal Nº 79 de 05 de agosto de 1988, sancionada pelo prefeito Hermes Pereira Ferro.
- Fica localizado à 34km da Sede do Município.

### 4º Distrito Ibipeba
Ciado pela Lei Municipal Nº 502 de 06 de dezembro de 2006, alterada pela Lei Municipal Nº 572 de 24 de março de 2010, sancionadas pelo prefeito Geraldo Pietrani. Foi alterada pela Lei Municipal Nº 747 de 11 de julho de 2017, sancionada pelo prefeito Carlos Otávio da Silva Rodrigues.  
- Fica localizado à 30km da Sede do Município.

## Gentílico
De acordo com seu local de nascimento e residência, os indivíduos são designados com um adjetivo gentílico.
Todos os cidadãos nascidos e residentes no município de São Sebastião do Alto (São Sebastião do Alto, Valão do Barro, Ipituna e Ibipeba) recebem o nome designativo gentílico ALTENSE.

## Feriados Municipais[74]
- 20 de janeiro - São Sebastião, padroeiro do município de São Sebastião do Alto[75]
- 25 de março - Santa Irene, padroeira de São Sebastião do Alto[76]
- 17 de abril - Aniversário de Emancipação Político Administrativa do município de São Sebastião do Alto[77]
- 24 de abril - São Fidelis, padroeiro de Ibipeba[78]
- 15 de agosto - Nossa Senhora do Livramento, padroeira de Valão do Barro[79]
- 28 de outubro - Dia do Servidor Público Municipal[80]
- 13 de dezembro - Santa Luzia, padroeira de Ipituna[81] [82]

## Pontos de Interesse Turístico, Cultural e de Lazer

### Agroturismo

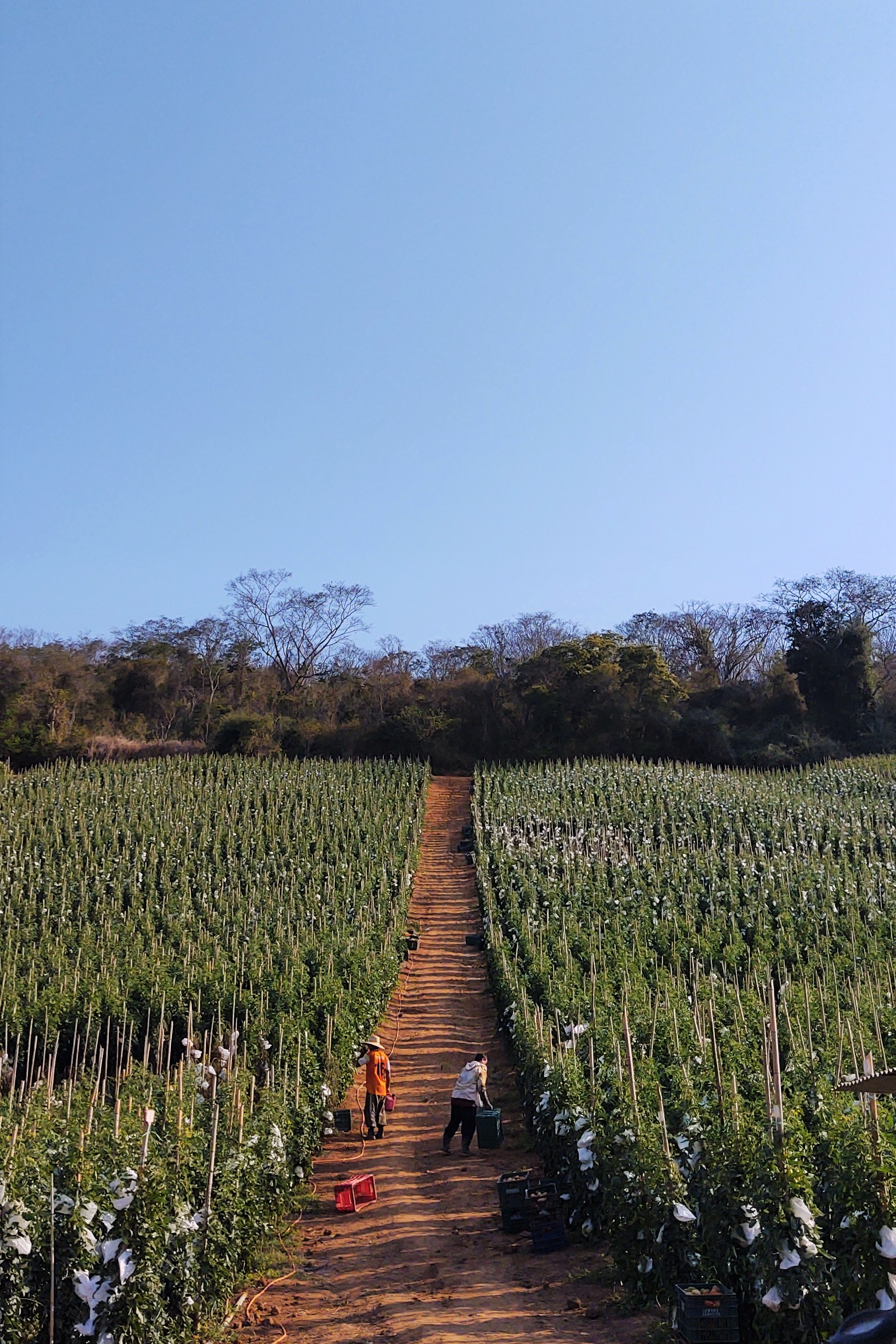

Com grande extensão de terras entre os rios Negro e Grande, nossas lavouras e pomares estão presentes em grande parte nas paisagens rurais do município.
O convívio com nossas tradições seculares de produção agrícola, oferecem uma vivência mais genuína com a natureza. A experiência didática de contato com o interior de uma lavoura gera sensações únicas de entendimento da dinâmica do espaço rural.
Frequentemente são organizados grandes eventos do agronegócio no município, conhecidos como Dia de Campo. Nesses eventos, várias empresas se associam e se organizam para receber uma diversidade de públicos com objetivo de divulgar suas tecnologias e práticas
sustentáveis voltadas ao meio rural, permitindo ao participante a interação ativa com as formas de produção e manejo de mudas e equipamentos.

### APA Esperancinha

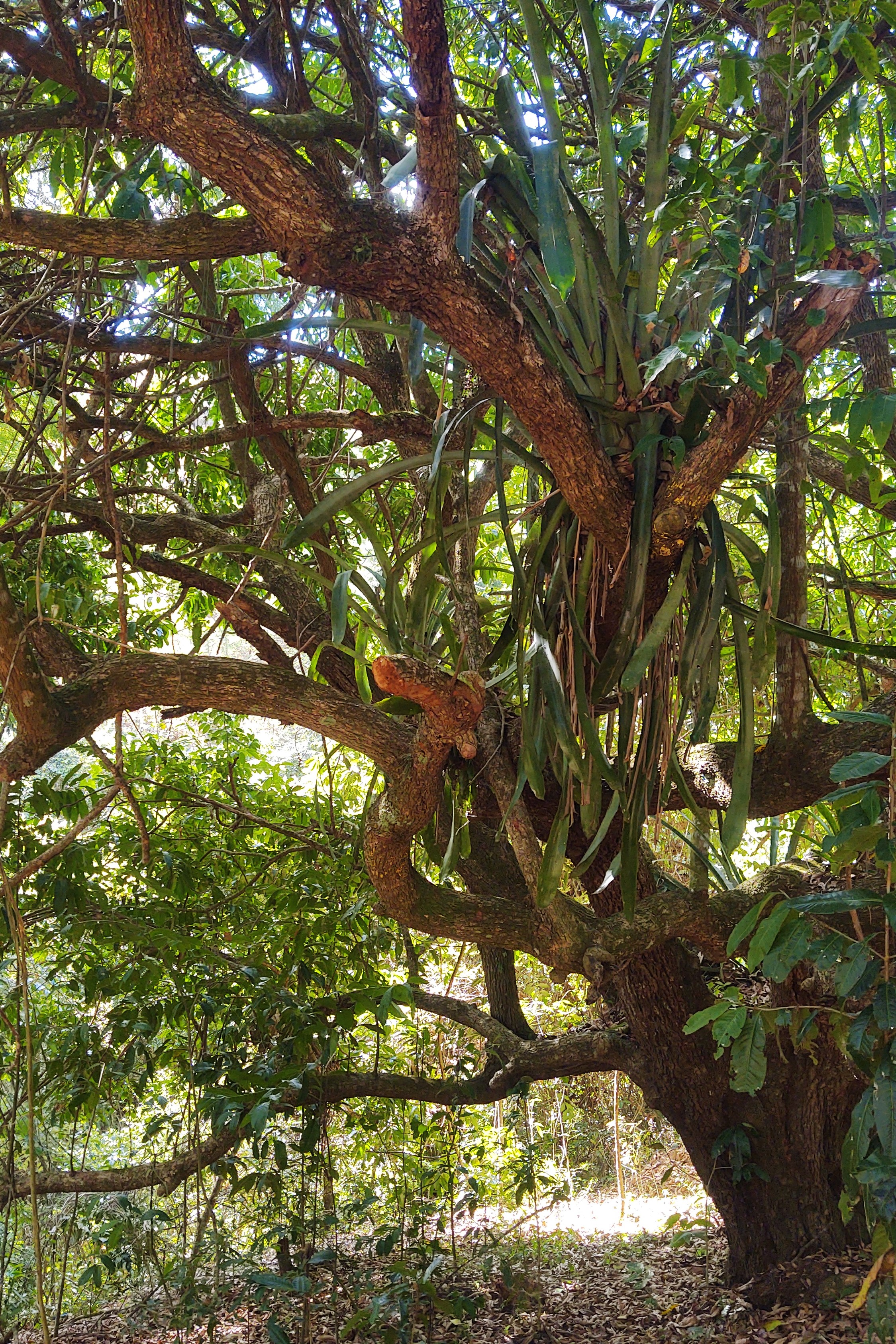
Área de Proteção Ambiental Esperancinha

Área de proteção ambiental permanente, criada pelo decreto municipal nº 1.000, em 19 de fevereiro de 2008, com 515.274m², para fins de disciplinar o processo de ocupação urbana e proteger a diversidade biológica, assegurando a sustentabilidade dos recursos naturais.
Localizada a apenas 850 metros do centro de São Sebastião do Alto, a unidade de conservação possui mata reflorestada com espécies nativas, nascente de água potável, além de várias espécies da mata atlântica, como destaca-se alguns primatas bugio e sagui-da-serra-escuro. 
Possui trilha para caminhada até o topo da APA, de onde se pode avistar, de um mirante natural, o grande lago formado pela barragem da pequena central hidroelétrica São Sebastião do Alto, no Rio Grande.

### Auto da Paixão de Cristo
Um dos grandes eventos da cidade. A encenação teatral é considerada uma das mais emocionantes da região serrana, e realiza-se todos os anos no período da Semana Santa.
Com média de participação de 80 atores e 40 pessoas de produção, conta a história da vida, crucificação e morte de Jesus Cristo. Realizado em vias públicas, permite que o público possa participar ativamente da encenação se inserindo na história contada, como na época do martírio.

### Banda Santa Irene
O Município mantém suas festas religiosas preservadas, sempre acompanhadas pela tradicional Banda Musical Santa Irene, em seus magníficos desfiles festivos pelas ruas da cidade, característicos da cultura do interior.
Fundada em 1929, a sociedade musical adota o nome em homenagem a santa padroeira, cuja imagem localiza-se na gruta natural próxima à cidade, atraindo uma legião de devotos.
Através da Escolinha de Música Fabiano Braga Montechiari, inaugurada em 13 de dezembro de 1999, a banda oferece aulas de música gratuita às crianças, adolescentes e adultos do município, com a intenção de sempre formar novos músicos.

### Barragens no Rio Grande

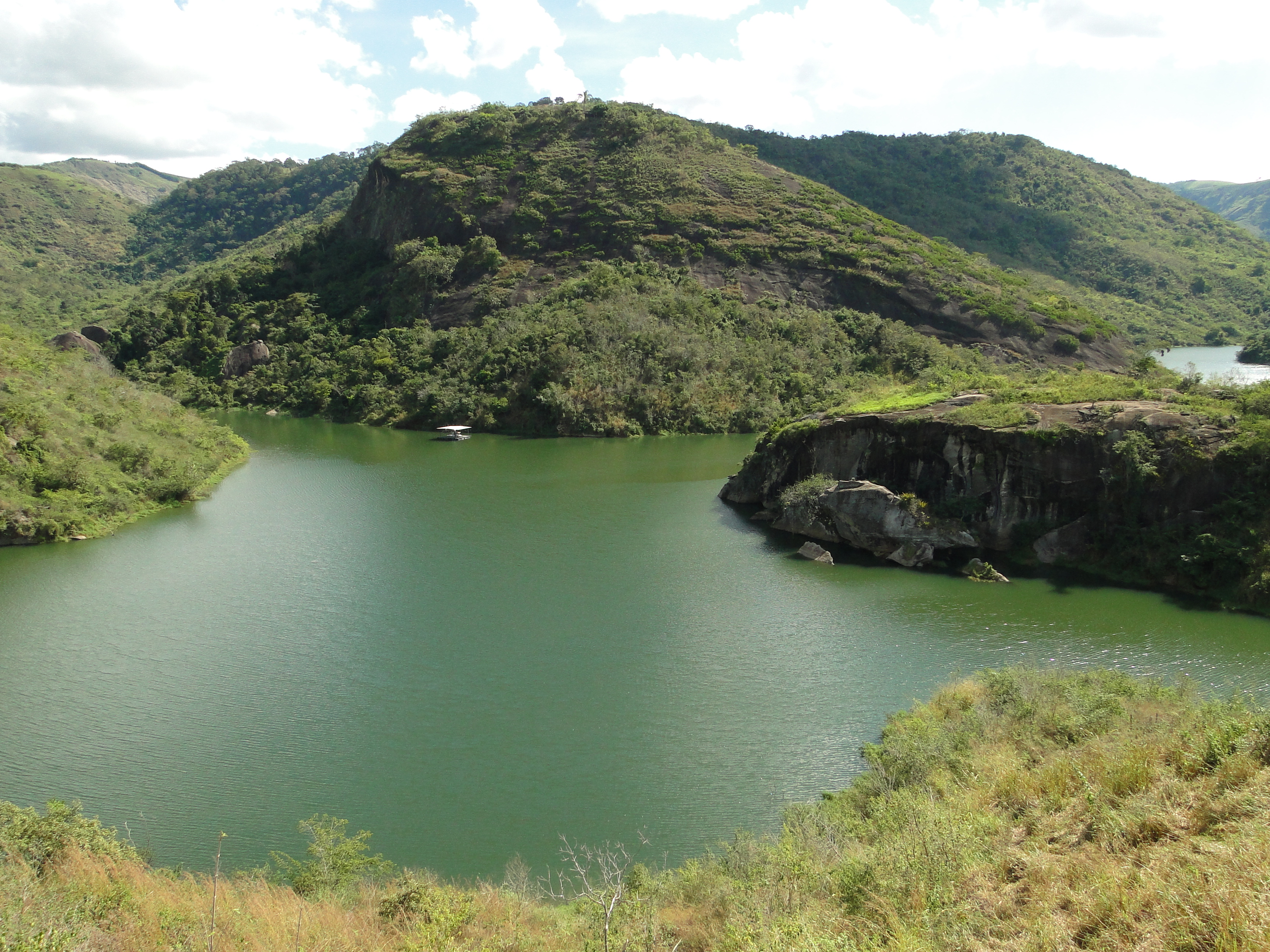

Localizado em dois pontos do curso do Rio Grande, encontram-se duas Pequenas Centrais Hidroelétricas, a PCHs São Sebastião do Alto (com 13 MW de potência instalada) e Caju (com 10 MW de potência). As PCHs formam dois grandes lagos propício à prática de esportes aquáticos e ao desenvolvimento do turismo ecológico sustentável. Sua inauguração ocorreu no ano de 2011.
Com o reflorestamento da mata ciliar e sua permanente preservação, espécies características da Mata Atlântica estão mais presentes nesse habitat. Seus atrativos cênicos singulares favorecem às atividades educativas e recreativas voltadas aos princípios ecológicos.
O lago da PCH São Sebastião do Alto fica apenas 4,5km do centro da cidade.

### Capela de Santa Irene[89]

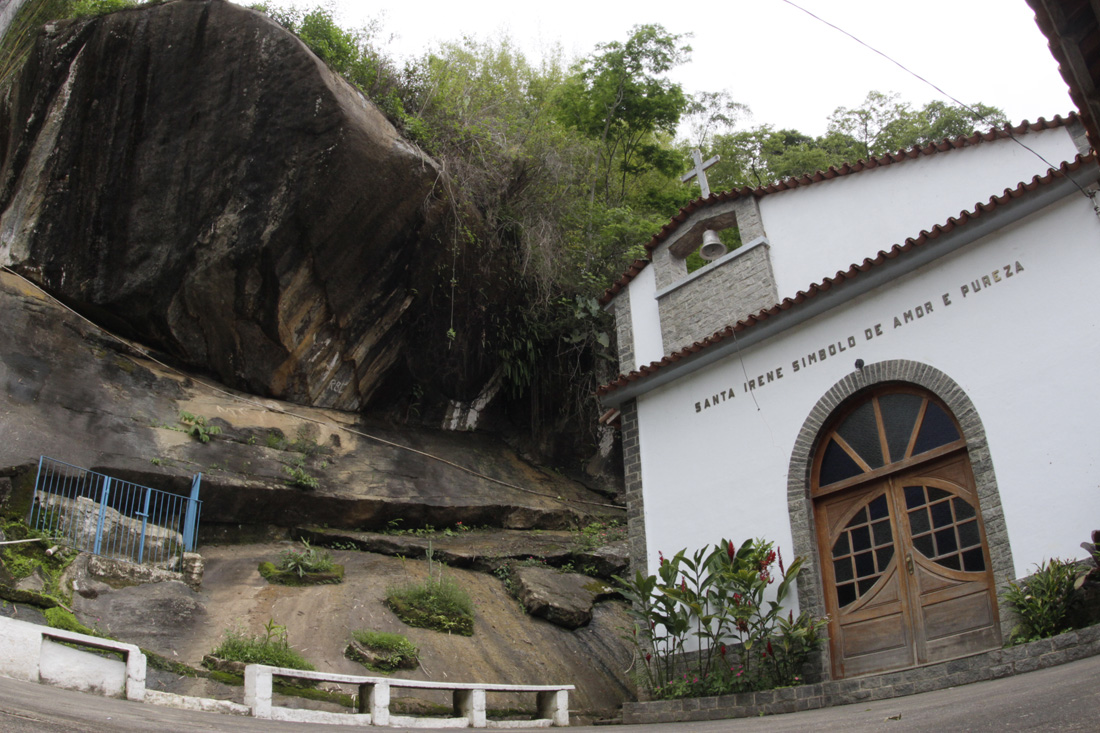

É um dos pontos turísticos mais famosos do município. A primeira capelinha foi construída de forma bem simples no ano de 1958. Após relatos de vários milagres por intercessão da santa, desde sua aparição em 1906, foi lançada a pedra fundamental e a campanha para sua construção, com a presença do Bispo Diocesano D. Henrique Mourão e uma multidão de fies. 
Como a construção da primeira capelinha foi em um local muito alto e descampado, uma grade tempestade a destruiu, entretanto, a imagem em gesso da santa e o crucifixo que ornamentavam a parede do altar, permaneceram intactos em seu local original, motivando a população a começar o projeto de reconstrução de uma nova capela.
A segunda capela foi construída no ano de 1963, em uma área abaixo do local da primeira, conhecido como gruta de Santa Irene, uma elevação rochosa de onde se pode ver a Pedra de Santa Irene, onde os devotos dizem ter visto a imagem da Santa.

### Capela de Santa Luzia

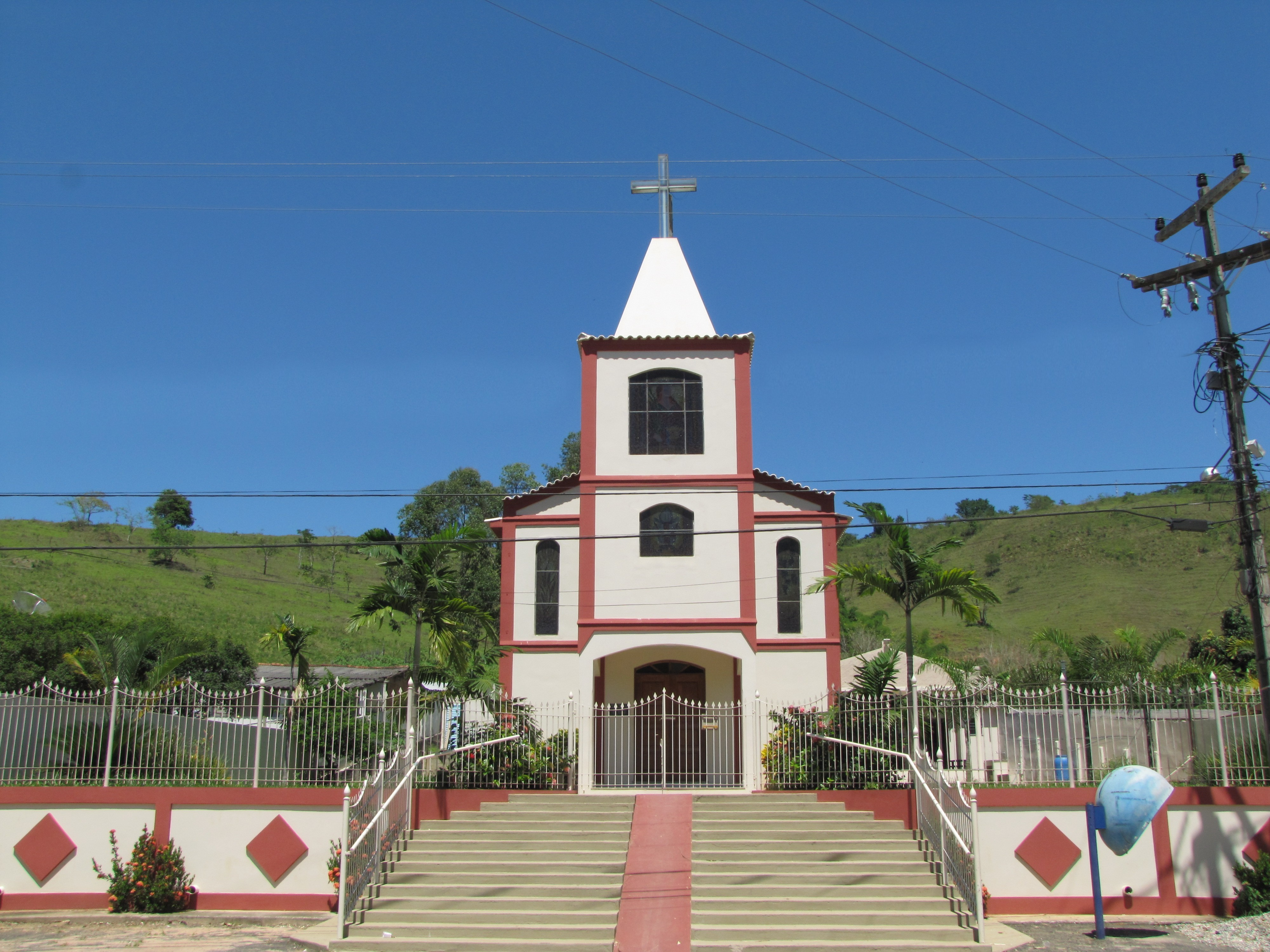

Localizada no 3º distrito, Ipituna, a capela é ornamentada com  vitrais coloridos comparados ao estilo gótico. Abaixo do altar, está presente um relicário com uma relíquia de  Santa Luzia. O relicário fica exposto em um nicho de vidro com um fragmento do osso da santa italiana, para veneração dos devotos.

### Capela de Santa Teresinha

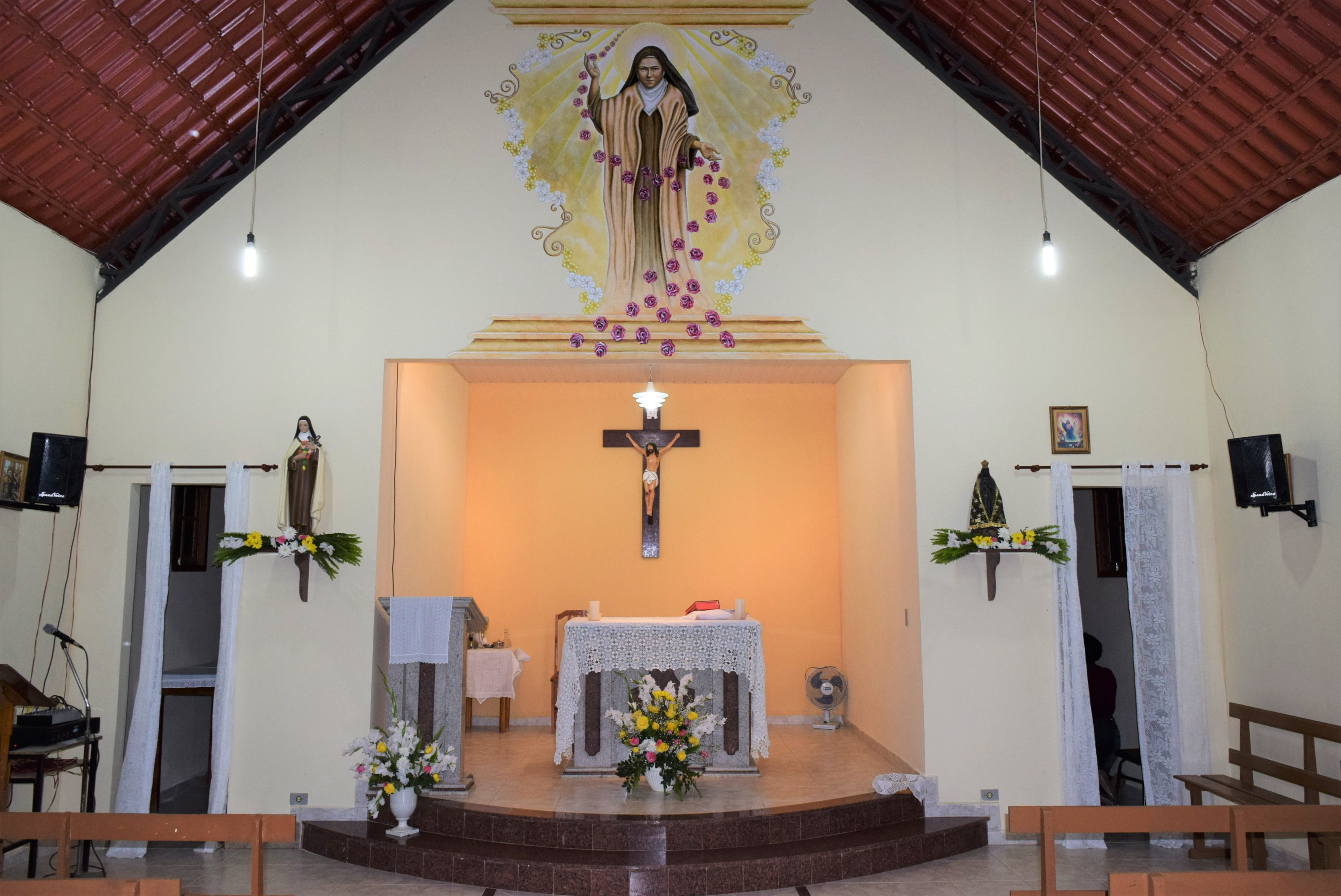

Localizada na comunidade de Cabeceiras de Valão do Barro, 2º Distrito de São Sebastião do Alto, possui arquitetura colonial e um belíssimo afresco do artista plástico Henrique Resende. 
O painel artístico está presente no arco central da nave, de onde se pode avistar sua originalidade ao entrar na capela. A obra, de arte única, tem as dimensões de 3 metros de altura por 2,70m de largura e recebeu do artista a legenda “Chuva de Rosas”, em referência a história da santa francesa da Ordem das Carmelitas, que momentos antes de sua morte, prometeu fazer cair sobre o mundo um mar de rosas.

### Capela de São Fidelis

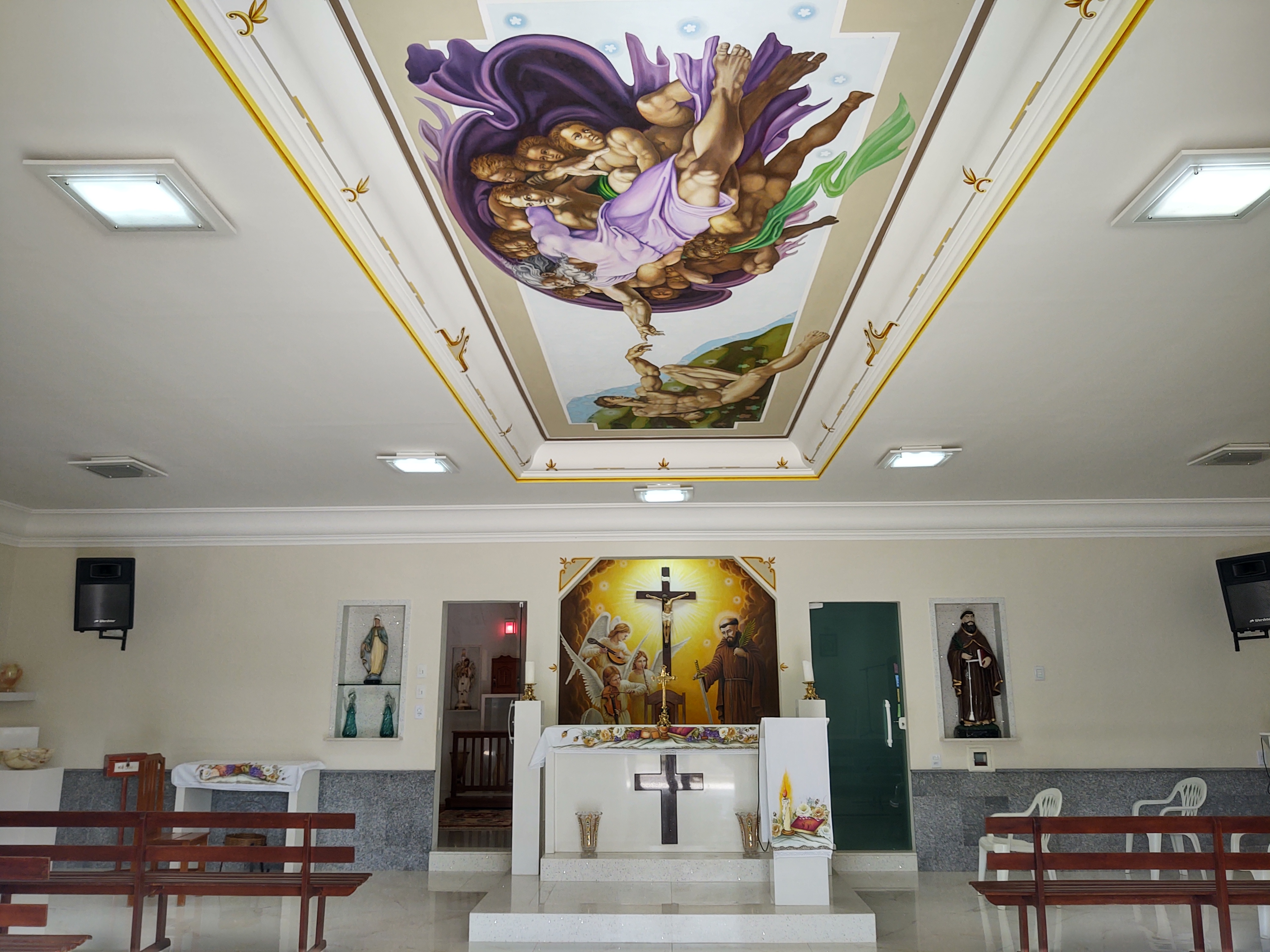

Localizada em Ibipeba, 4º distrito de São Sebastião do Alto RJ, a capela de  São Fidelis é rica em obras de arte, além de possuir suas portas frontais ornamentadas com  vitrais semelhantes ao estilo gótico. Um afresco foi criado no altar representando a vida inspiradora do  franciscano  capuchinho Fidélis de Sigmaringa.
No teto, uma reprodução do afresco de Michelangelo  “Deus aproximando-se para tocar Adão” (1511). Ambas, respectivamente, criadas e reproduzidas pelo artista plástico Henrique Resende.
No altar, também está presente uma relíquia do santo, um fragmento de osso que fica exposto em um relicário na parede logo abaixo da imagem do padroeiro, para veneração dos devotos.

### Cavalgadas

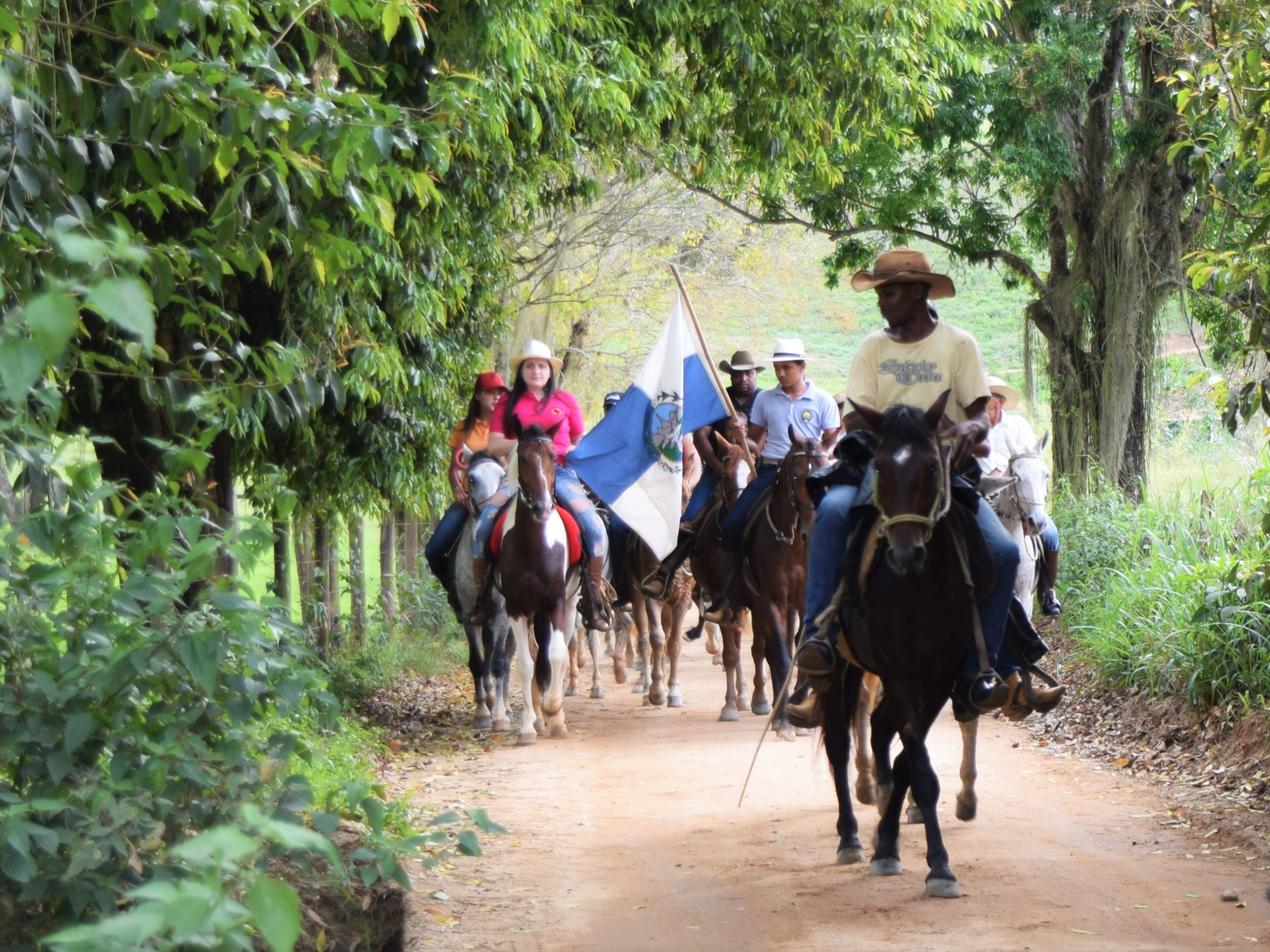
Cavalgadas em São Sebastião do Alto, Estado do Rio de Janeiro.

As cavalgadas são muito comuns no município de São Sebastião do Alto. Nossas cavalgadas seguem por trilhas que margeiam as matas e nossas riquezas hídricas, passando por córregos, rios e cenários naturais de considerável altitude, que possibilitam experiências únicas de contato com a natureza e bem-estar.
As comitivas de cavaleiros e amazonas, como são conhecidos os participantes, se organizam para essa manifestação cultural em forma de passeio, e são regularmente praticados entre crianças a idosos.

### Chafariz de Pedra Antiguíssimo

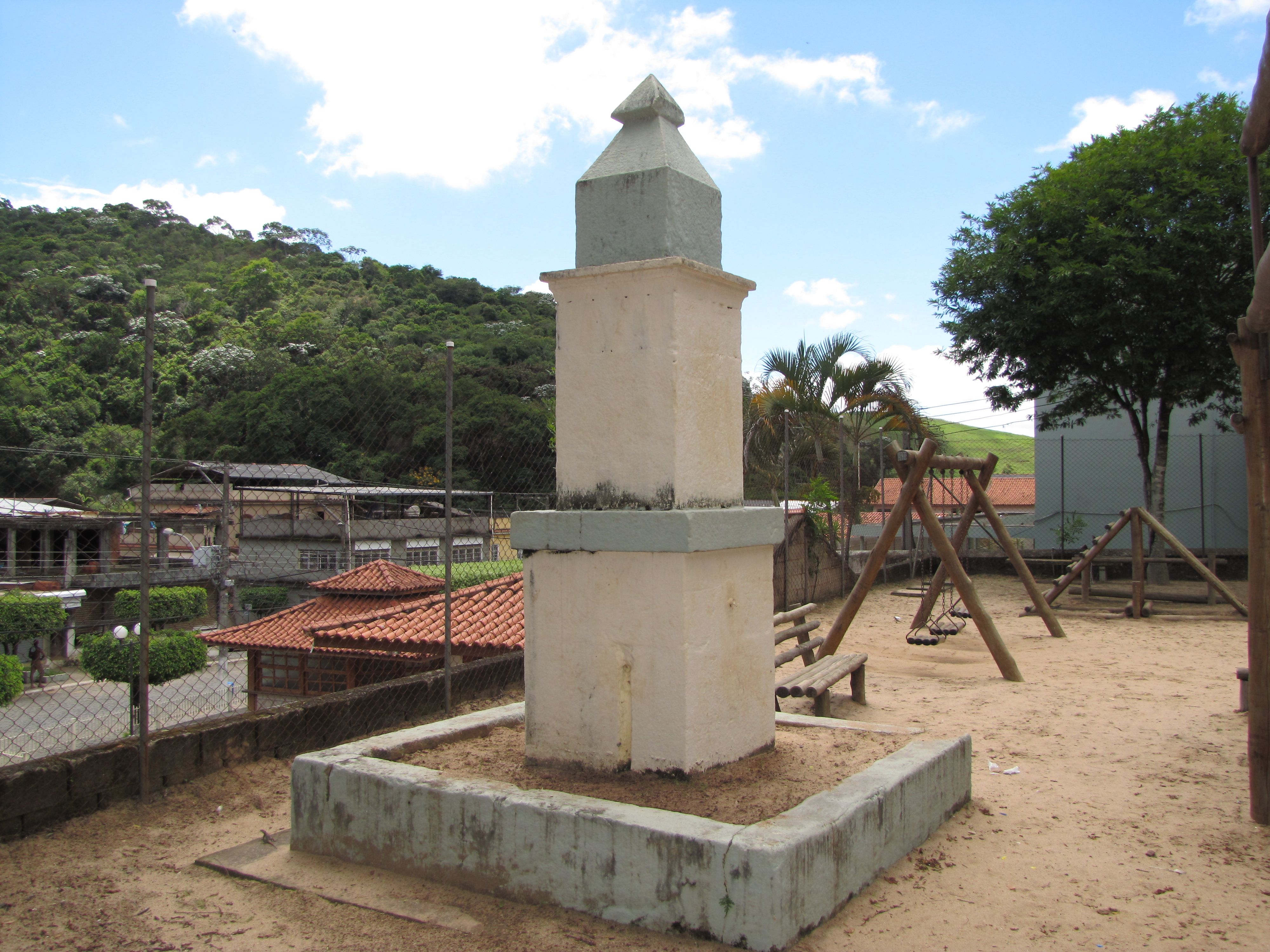
Chafariz de Pedra Antiguíssimo em São Sebastião do Alto-RJ

Ponto de encontro e conversas ao redor da antiga bica d’água. Todos que passavam a cavalo na época tinham parada obrigatória no monumento, seja para se refrescar, ou dar de beber aos animais e seguir viagem pelas lindas serras sinuosas do município.
Acredita-se que tenha sido construído junto com a igreja matriz de São Sebastião, a mais de 160 anos, entretanto, não se sabe informar quem o fez e a época exata.

### Encontro dos Rios

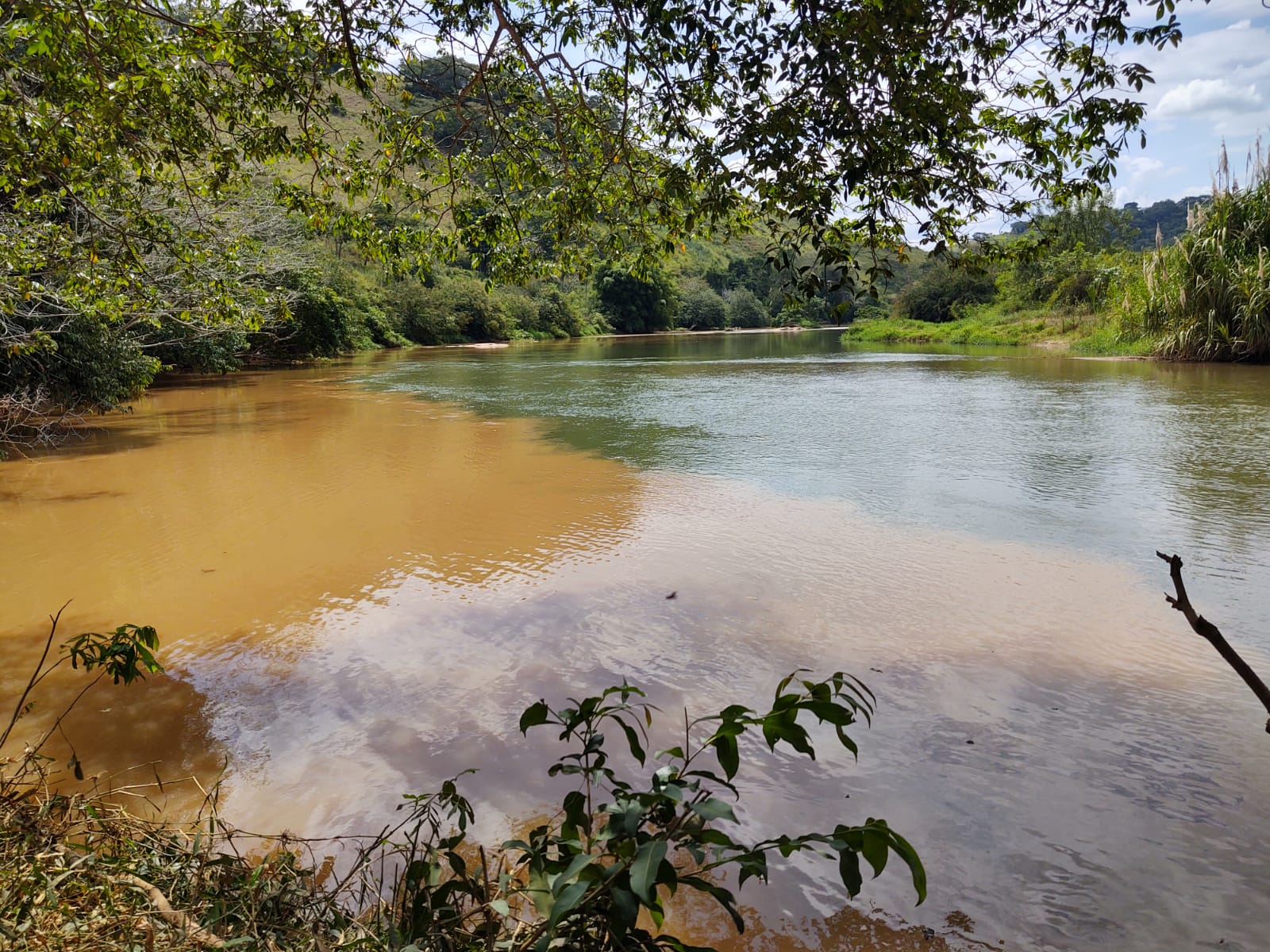
Encontro dos Rios Grande e Negro

Belíssimo e singular espetáculo da natureza fluvial, onde as águas límpidas do Rio Grande se encontram com as do Rio Negro, formando o Rio Dois Rios. O encontro ocorre na zona rural do município de São Sebastião do Alto, na comunidade conhecida como Guarani, localizada no 3º Distrito, ao norte do Estado, na divisa com o município de São Fidélis.

### Estádio Altense Clube
Foi inaugurado em 21 de abril de 1991 durante os festejos do primeiro centenário do município. A primeira partida de futebol foi realizada no mesmo dia, às 15h, entre as equipes do Altense Clube e Paduano Esporte Clube.
É um parque natural favorável ao lazer e a prática de atividades ao ar livre, como caminhadas, running e modalidades de futebol.
Situado em um vale contornado por área de mata preservada, proporciona um clima bem agradável associado à diversidade de pássaros e animais silvestres.

### Folias de Reis

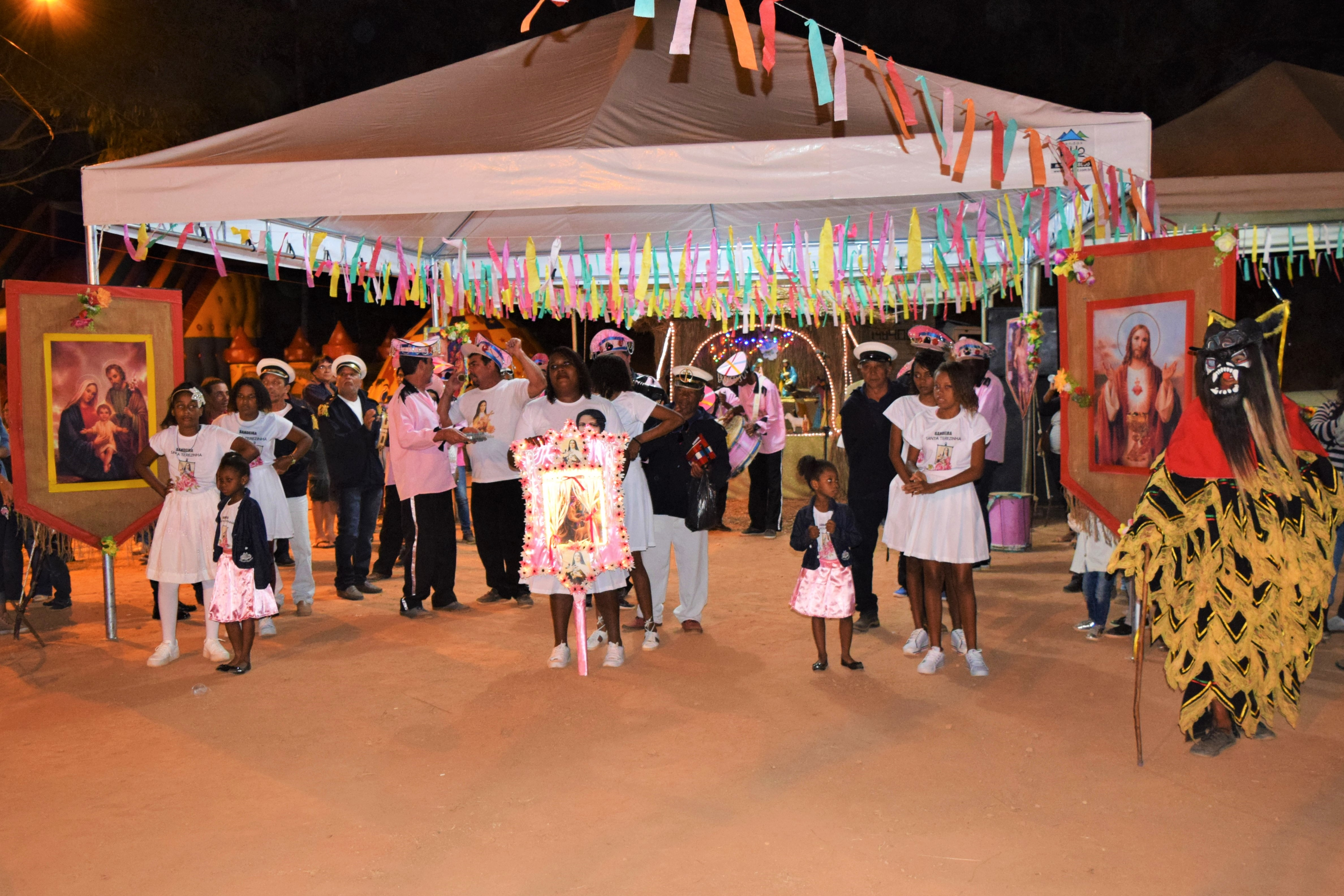
Festa de Folias de Reis

De origem portuguesa, a devoção aos três Reis Magos (Gaspar, Mechior e Baltazar) sempre foi muito difundida em São Sebastião do Alto, que realiza todos os anos as tradicionais festas de Folias de Reis.  O município possui três bandeiras, como são conhecidas as folias de reis, a Bandeira São Sebastião, Bandeira Santa Terezinha e a Bandeira Flor dos Anjos.
Sempre que ocorrem essas manifestações culturais no município, é comum os devotos receberem as bandeiras todas ornamentadas com fitas coloridas em suas casas, e ali permanecem com o proprietário ostentando a bandeira até o fim das rezas, versos, cantos e danças características.
No interior, receber uma folia de reis tem o rico significado folclórico de que os Reis Magos vieram à sua casa ao encontro do menino Jesus.

### Gruta Nossa Senhora de Lourdes
Localizada no início da escadaria da Matriz de São Sebastião, foi construída em 1950 utilizando sacos de areia, goma de cimento e carinhosamente revestida de pedras seixo natural. 
Todos que ali passam em seus momentos de orações, experimentam a sensação de bem-estar, tranquilidade e de aconchego.

### Horto Florestal

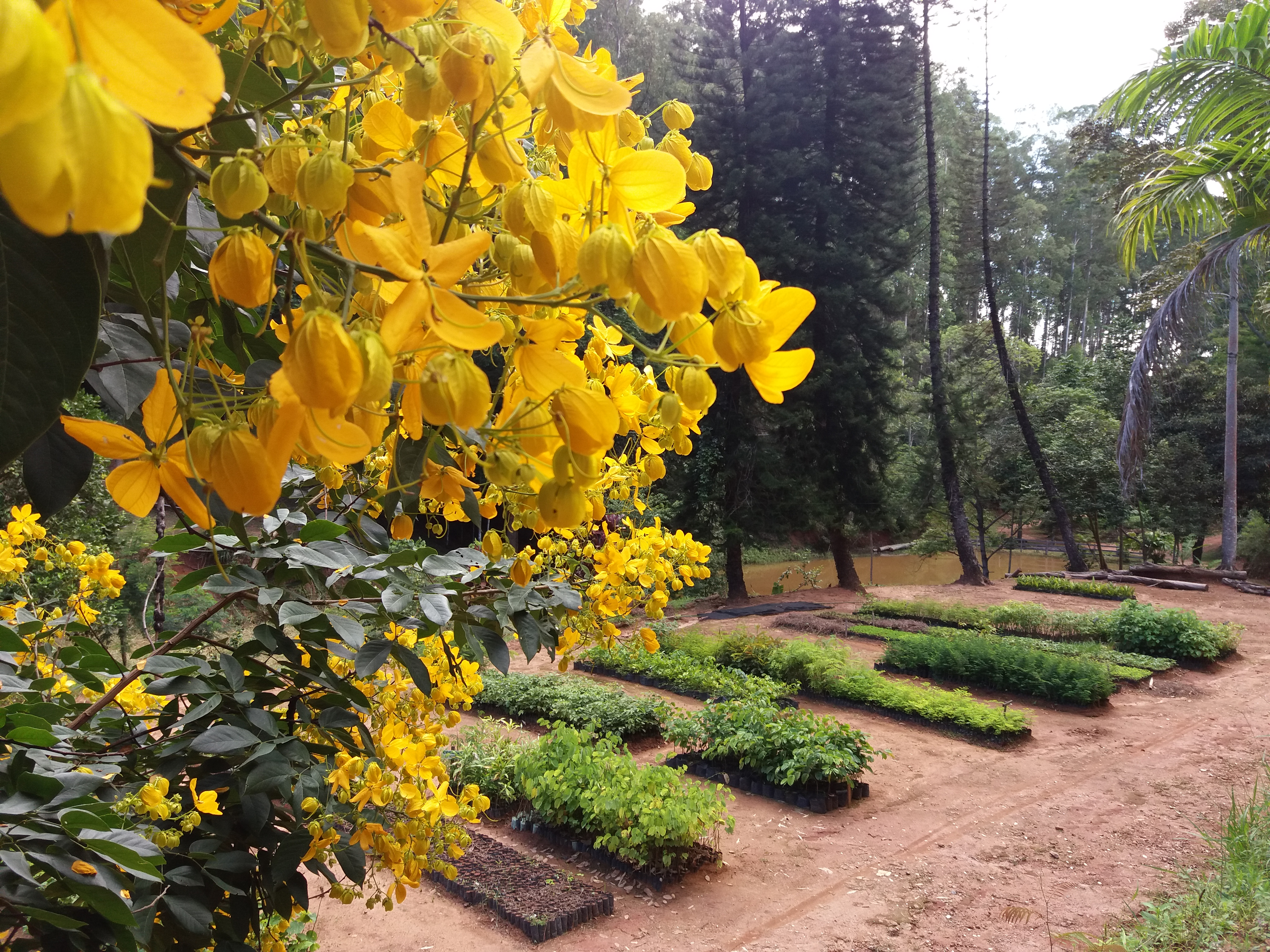
Horto Florestal

Fundado em 1 de abril de 1966, tem seu patrimônio ambiental preservado com grande variedade de espécies vegetais. Ocupa uma área de treze alqueires de mata, sendo o segundo maior horto do  INEA, com diversidade de espécies para produção de sementes nativas e medicinais. É habitat de uma grande variedade de pássaros e outros animais da vida selvagem.

### Igreja de Nossa Senhora do Livramento
Constituída em 12 de outubro de 1976, durante os festejos de Nossa Senhora Aparecida, padroeira do Brasil, a igreja possui arquitetura em estilo colonial clássico e está localizada em Valão do Barro, 2º Distrito de São Sebastião do Alto. 
No presbitério, possui uma linda imagem da santa, de forma e expressão artística traduzidas em um desenho único.
Em seu jardim, um lindo monumento dedicado a Maria Mãe de Deus, sob invocação de Senhora do Livramento. Produzido em pó de mármore, está sobre uma rocha maciça de granito rústico. O monumento também faz referência ao nome do primitivo povoado de Nossa Senhora do Livramento do Valão do Barro, que originou o atual distrito.

### Igreja de São Sebastião
A história da igreja de São Sebastião está associada com os fatos de evolução política e territorial do atual município de São Sebastião do Alto.
Após a ilusão do ouro, no início do século XIX, alguns aventureiros permaneceram e imigrantes europeus começam a ser atraídos para cultivar as terras do atual município de São Sebastião do Alto.
Com a chegada contínua de novos moradores, deu-se origem a um pequeno povoado no alto da serra. Como era condição para se erguer um arraial, se fez necessário a construção de uma capelinha, mesmo que rudimentar, edificada em madeiras e custeada pelos próprios fiéis, provavelmente entre os anos de 1820 e 1830, e colocaram no altar uma imagem de  São Sebastião, naturalmente doada por alguma família do povoado devota do santo.
Com o significativo desenvolvimento do arraial, a Assembleia Legislativa Provincial resolveu elevá-lo a categoria de curato, no dia 20 de setembro de 1852, pelo decreto nº 600, sancionado pelo presidente da província, o conselheiro Luís Pedreira do Couto Ferraz.
```
Artigo 1.º Fica criado um curato, sob invocação de S. Sebastião, no arraial da mesma denominação, na freguesia de Santa Rita, município de Cantagalo. 
```

Tal elevação, significava que a comunidade seria administrada por uma cura, subordinado a uma paróquia, governada e assistida por um padre, ou seja, seria de fato reconhecida oficialmente como uma capela, sob invocação de São Sebastião como santo padroeiro de suas terras e fiéis. 
Algum tempo depois, a capelinha começa a receber um padre para celebrar a missa de vez enquanto. Com o crescimento do povoado, se faz necessário aumentar o espaço das celebrações e a pequena capelinha de São Sebastião recebe uma doação de terras, surgem as festas no arraial para angariar fundos e logo surgem as ideias de construção dos alicerces de uma igreja no arraial de São Sebastião, no alto da serra. 
Os primeiros registros das atividades paroquiais em São Sebastião do Alto são datados de 24 de agosto de 1855, onde se encontram apenas os nomes de pessoas livres. Já a partir de 1857, começam a ser registrados os nomes de escravos nas atividades paroquiais.
Em 28 de setembro de 1855, São Sebastião do Alto foi elevada a categoria de freguesia, que do ponto de vista eclesiástico, passava a ser administrado por um padre e naturalmente a capela ascendia à condição de paróquia, sendo esta data, a de registro oficial da criação da igreja de São Sebastião como paróquia.
A imponente torre lateral foi construída em 1962 com doações dos fiéis altenses, e possui 12 janelas decoradas em arabescos.
A capela do batismo, localizada do lado esquerdo da nave, possui um lindo vitral retratando João Batista batizando Jesus no rio Jordão e uma pia batismal esculpida em mármore carrara branco.
No altar, estão inseridas as relíquias do  Papa São Sisto I e  Santa Felicidade. Uma belíssima imagem de São Sebastião esculpida em madeira e uma singular imagem de  Maria Virgo Virginum também ornamentam o presbitério.

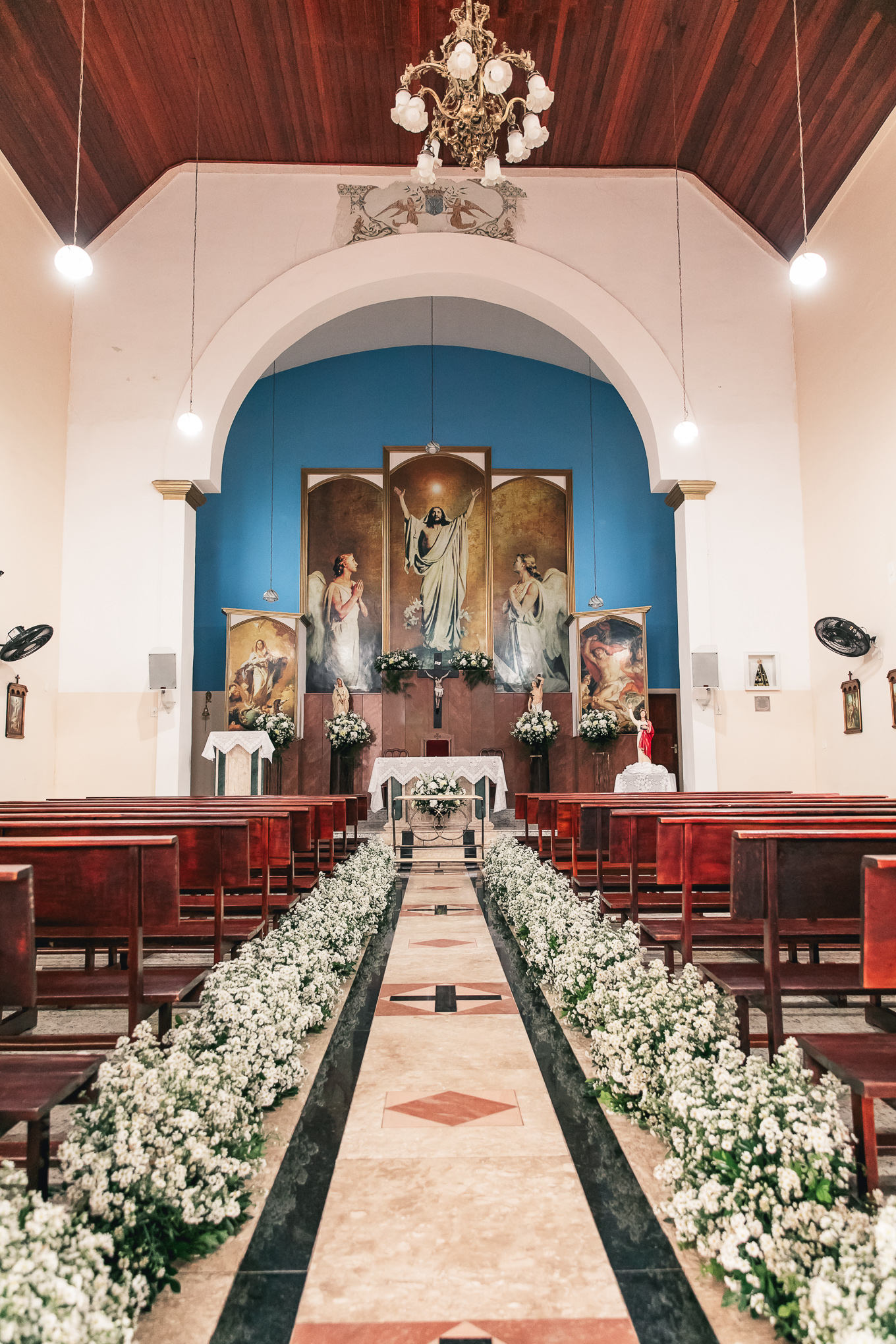
Interior da Igreja de São Sebastião

Após várias reformas descaracterizando o interior da igreja, resistiram apenas as  soleiras de pedra esculpida nas portas laterais e central. 
Na  reforma entre os anos de 2011 e 2012, foi revelado de forma surpreendente e inédita a comunidade contemporânea, uma pequena parte da  pintura mural (afresco) original que se encontra no arco central acima do altar, sendo provavelmente o brasão histórico da paróquia, que aparenta estar presente em toda extensão da parede como um grande painel, abaixo das camadas de tintas que ainda o cobrem.
O símbolo consiste em dois  seres alados elevando um brasão de cor azul celeste transpassado por três flechas, em referência ao  primeiro martírio do padroeiro São Sebastião. Ao lado,  ramos de louro, em referência à vitória da fé do padroeiro em seu martírio. Acima, uma coroa dourada ornamentada com pedras preciosas.
Na última reforma, concluída em 23 de maio de 2024, para grande surpresa da comunidade católica altense, em determinação unilateral da administração paroquial alegando falta de recursos para a restauração da obra, o afresco novamente foi coberto por tinta de parede. A negligência grave na utilização da tinta de parede para cobrir a obra de arte provavelmente a danificou de forma irrecuperável, já que apresenta elementos químicos altamente agressivos, como: pigmentos, resinas, solventes, diluentes e aditivos.

### Mirante das Aparições

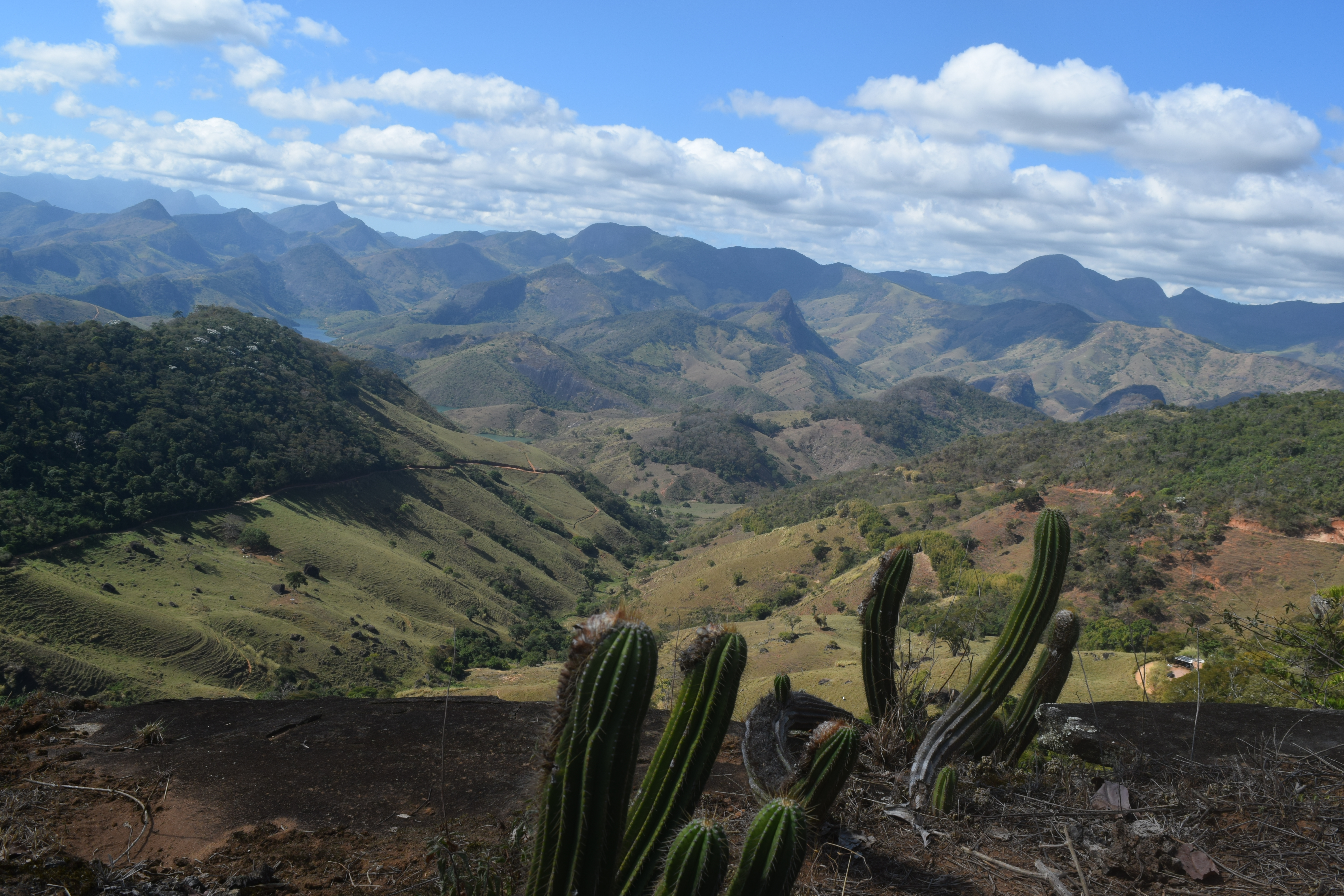
Mirante das Aparições em São Sebastião do Alto

O mirante natural está localizado em uma elevada montanha ao lado da igreja de São Sebastião, que pode ser vista de quase todos os pontos da cidade. Seu acesso se faz pelas trilhas no interior da APA Esperancinha e revela um cenário único das características mesopotâmicas do município.
O nome do local é justificado pelo intenso fluxo de turistas vindos de vários Estados brasileiros, que de forma repentina, começaram a visitar a cidade em grandes caravanas por sete anos consecutivos, atraídos pelas notícias de presenciar as aparições de Nossa Senhora Estrela da Manhã no alto daquele monte. O período do intenso fluxo turístico foi de 23 de março de 1992 a 13 de maio de 1999.

### Monte Santo

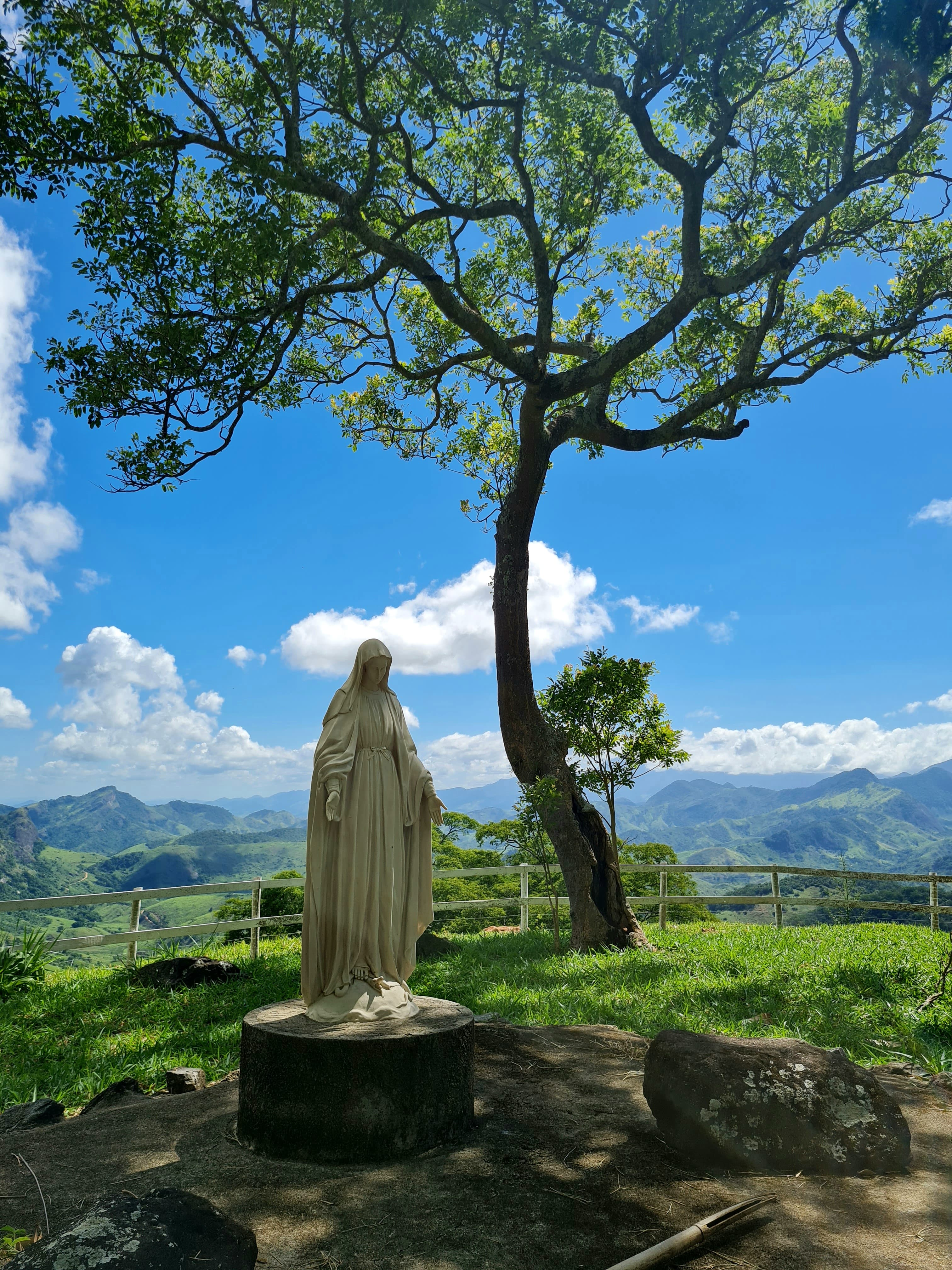
Monte Santo em São Sebastião do Alto

Atrativo onde está localizada a imagem, em tamanho real, de Nossa Senhora das Graças. O local reúne periodicamente grupos de orações e está situado em uma das mais altas montanhas da cidade. Com uma privilegiada vista do nascer e pôr do sol no horizonte serrano, dá-nos a impressão de proximidade do céu.
Com tamanha altitude, pode ser observado a Serra do Deus Me Livre, que percorre grande extensão entre os rios Grande e Negro, por toda extensão do município.
O local, além do atrativo pela fé, apresenta grande potencial para saltos de paraglider na modalidade voo livre, devido as suas circunstâncias favoráveis de correntes de ar ascendentes, podendo o praticante manter-se no voo por períodos prolongados.

### Mosteiro da Ressurreição

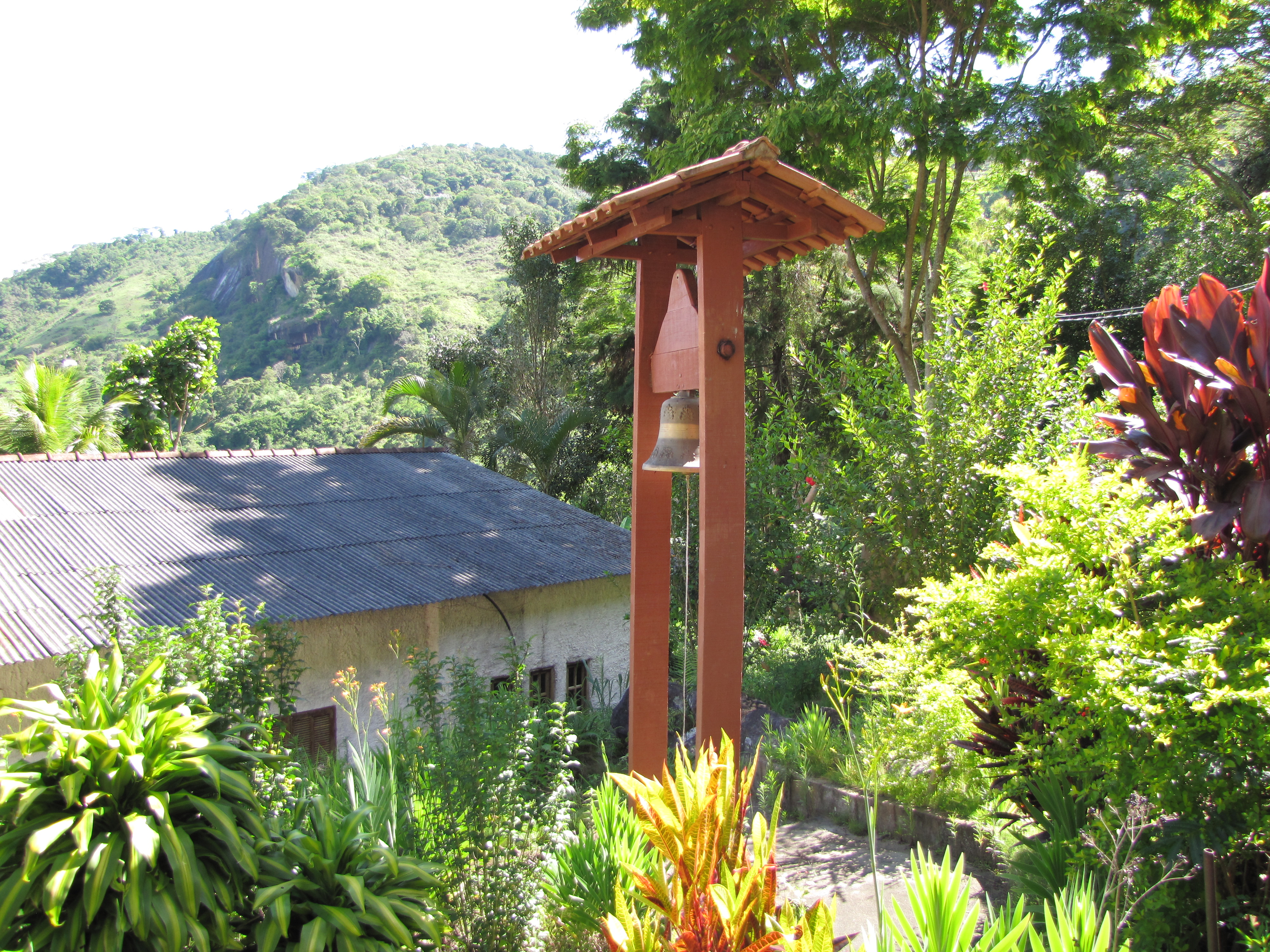

Localizado em uma sinuosa serra de pedras, em meio à resquícios da Mata Atlântica, foi fundado e inaugurado por Dom Clemente de Isnard, da ordem de São Bento, em 22 de outubro de 1978.
No local de excessiva paz e reflexão, ocorrem celebrações de missas, acolhimento da liturgia diária e retiros espirituais católicos. Hoje o Mosteiro é administrado por freiras da Fraternidade Arca de Maria, que o renomearam de Mosteiro do Espírito Santo.

### Mountain Bike

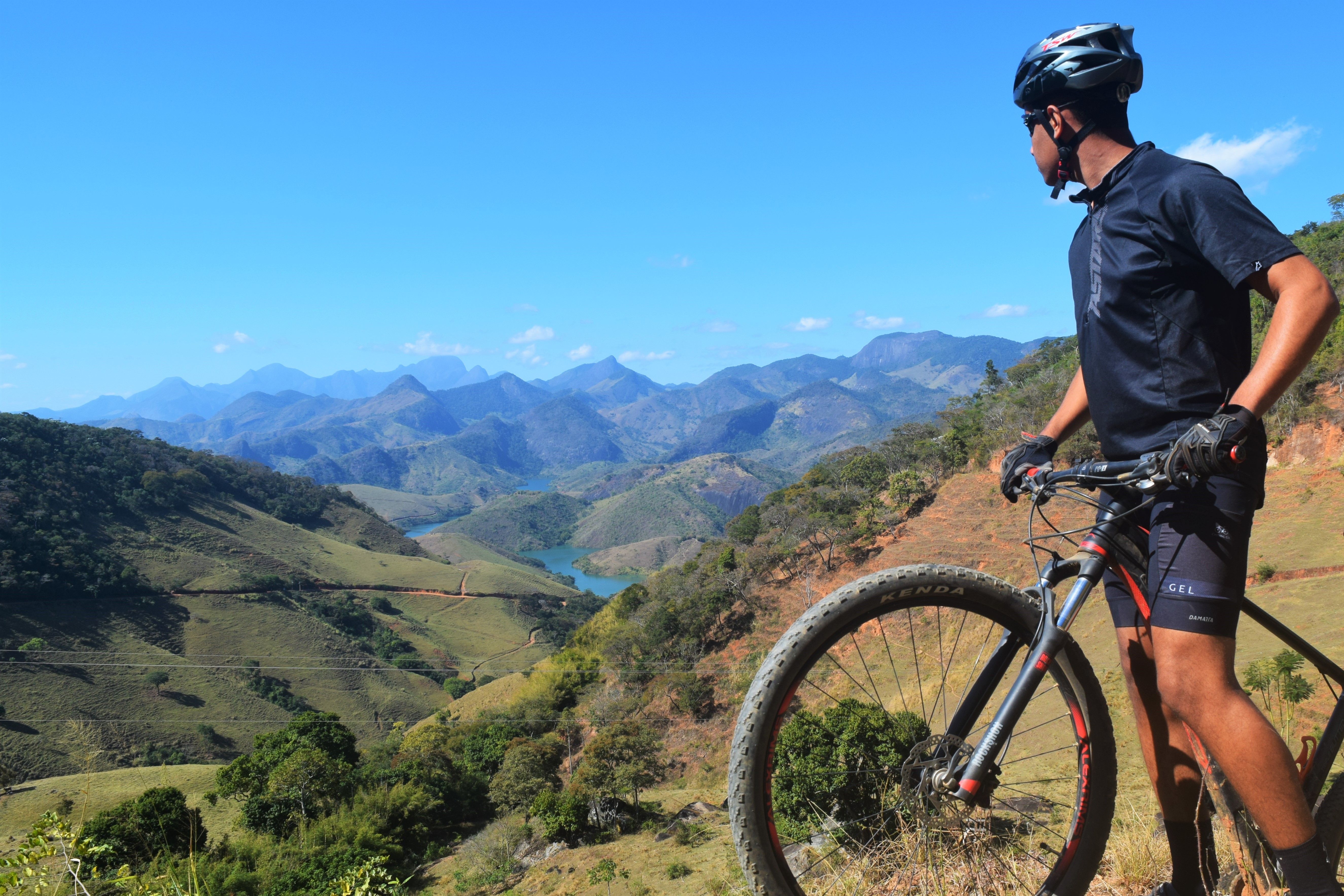
Trilhas de Mountain Bike

A geografia de suas montanhas, as trilhas e as matas preservadas, são atrativos naturais para a prática de mountain bike. Com grande número de adeptos à prática esportiva, no município é organizado e realizado o Desafio das Barragens, que exige o melhor preparo dos ciclistas para encarar as serras desafiadoras do município.
Com um dos percursos mais radicais nas trilhas da região com seu alto ganho de elevação acumulada, tem seu ponto alto passando pelas margens dos lagos das Pequenas Centrais Hidroelétricas São Sebastião do Alto e Caju.

### Parque Off Road

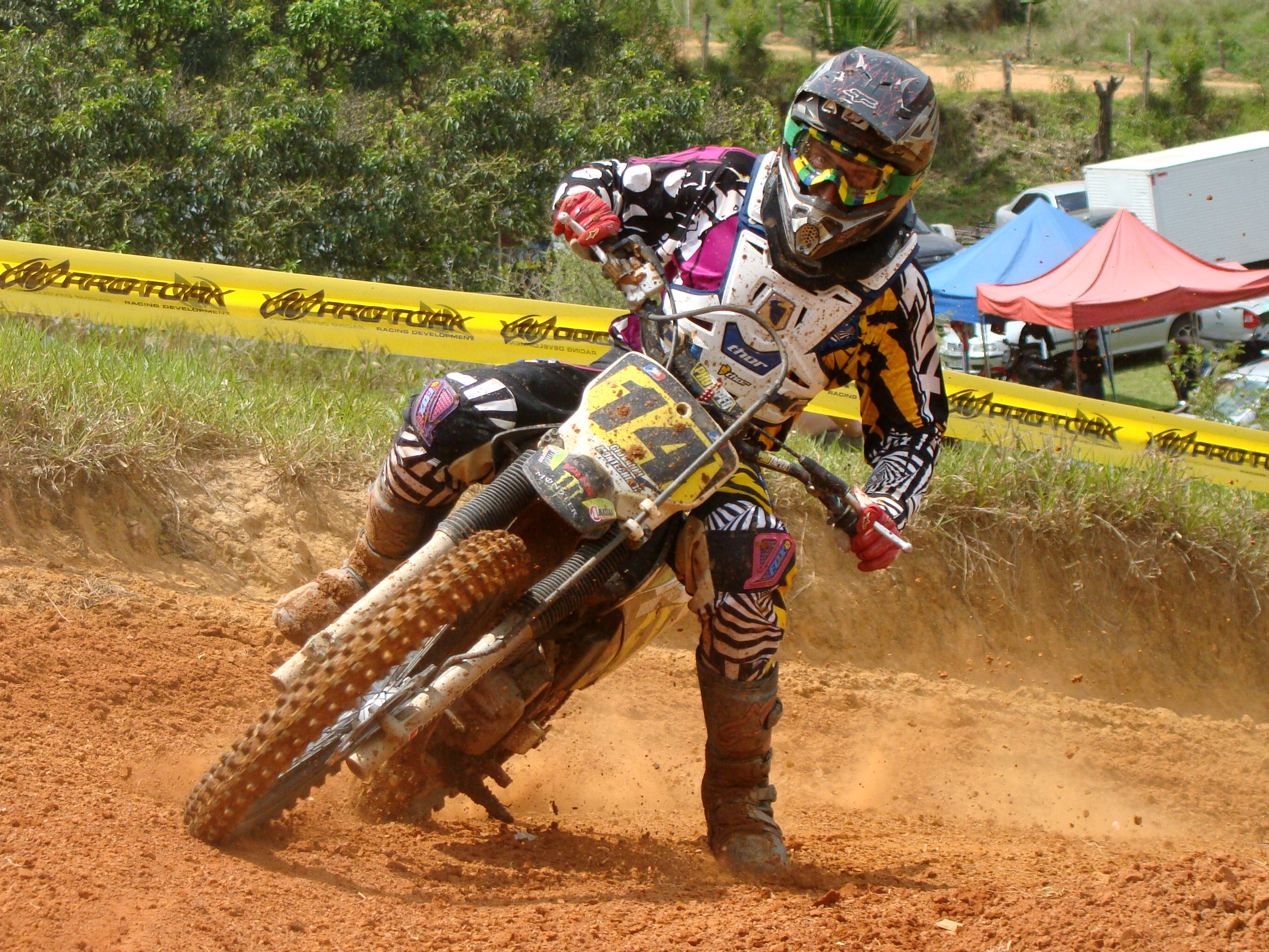
Parque Off Road em São Sebastião do Alto-RJ

O município possui um parque off road para a prática de esportes radicais de motovelocidade . O grande prêmio de motocross é sempre realizado no mês de abril, durante os festejos de aniversário de emancipação político administrativa do município de São Sebastião do Alto com alto nível de competição em treze categorias: 
MX1, 
MX2, 
MX3, 
MX4, 
MX5, 
Intermediário A, 
Intermediário B, 
Nacional A, 
Nacional B, 
Nacional Força Livre, 
85cc, 
65cc, 
Força Livre. 
Uma tradição e paixão do povo altense.

### Pedra Cortada (ou Túnel de Pedras)

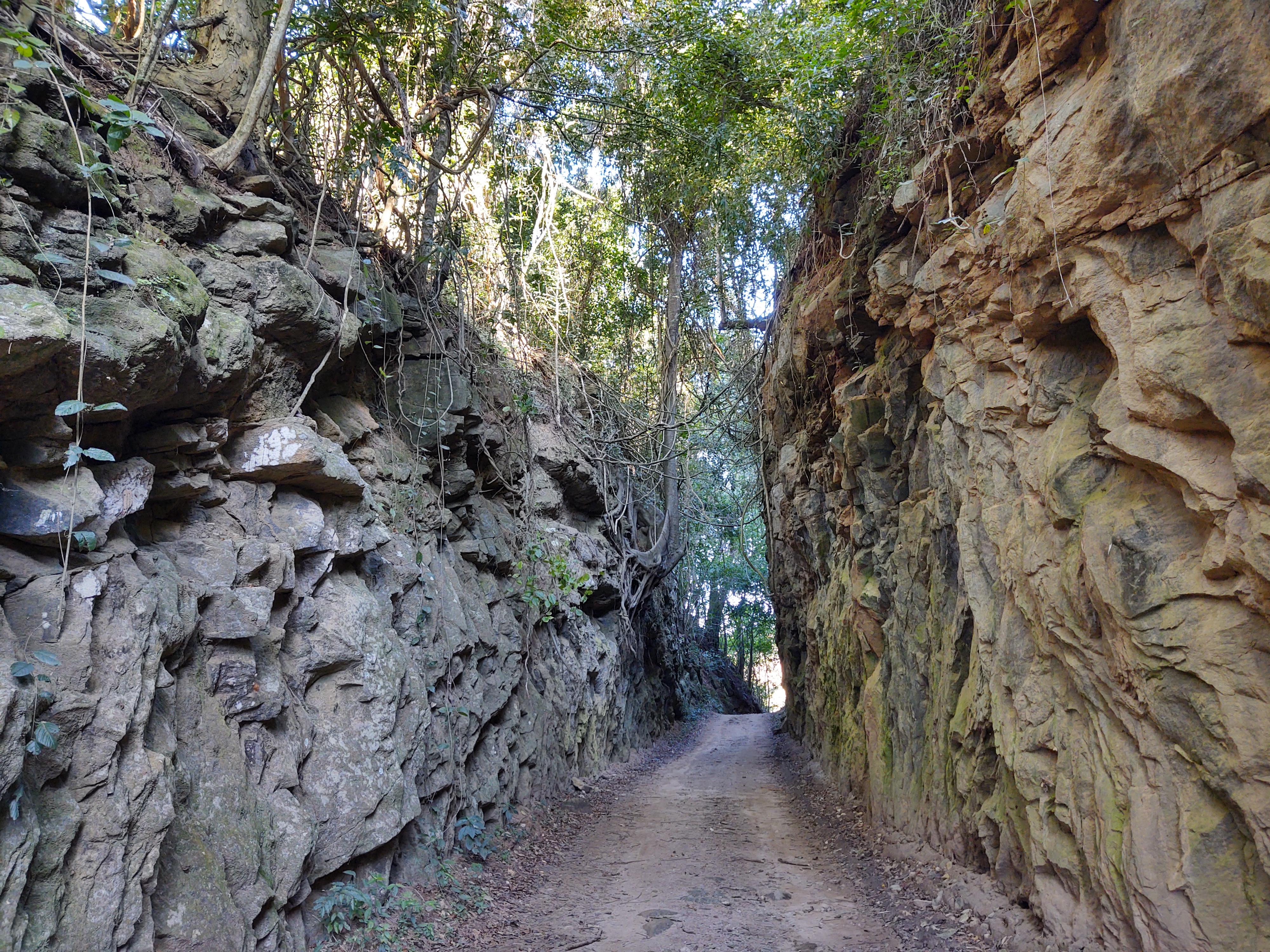
Pedra Cortada ou Túnel de Pedras

O local onde seriam instalados os trilhos para a passagem do trem em São Sebastião do Alto é popularmente conhecido como Túnel de Pedras, e está historicamente relacionado a uma das grandes ambições do povo altense.
Como a Sede da então Freguesia de São Sebastião do Alto não estava integrada às estradas regionais de rodagem, e seus caminhos de terra irregulares e tortuosos sempre necessitavam de reconstrução após cada chuva mais forte, a Freguesia dependia em quase todos os aspectos das distantes estações ferroviárias de Macuco, Laranjais e posteriormente de Manoel de Moraes.
A interligação por uma estrada de ferro sempre foi muito almejada entre os altenses, que a viam como fundamental para melhor estabelecer a escoação da produção, o comércio e a comunicação, sendo sinônimo de desenvolvimento.
Em 1886, por ocasião da Lei nº 2.848 de 18 de novembro, do Governo da Província do Rio de Janeiro, a empresa inglesa The Leopoldina Railway Company Ltd. assumiu o compromisso para estabelecer a ligação do ramal de Macuco ao Engenho de Pureza, em São Fidelis, incluindo no projeto um prolongamento passando pela Freguesia de São Sebastião do Alto e a Vila de Santa Maria Madalena. 
O ramal projetado partiria da Fazenda Vale do Trindade (Macuco), seguiria pelas vertentes do Rio Macuco até a Fazenda Cachoeira do Macuco (São Sebastião do Alto), passando pelas Fazendas Água Quente, Paraíso e Conselheiro Cansanção de Sinimbu, seguiria pelo Córrego dos Índios subindo até a Sede da Freguesia de São Sebastião do Alto, de onde seguiria para a Vila de Santa Maria Madalena e rumo a São Fidelis.
A Companhia Leopoldina Railway realizou diversas obras de implantação de leito e até pontes para receber os trilhos no trajeto até a então Freguesia de São Sebastião do Alto, inclusive com o oneroso corte na rocha, entretanto, acabou não cumprindo com a implantação dos trilhos.

### Pedra de Santa Irene

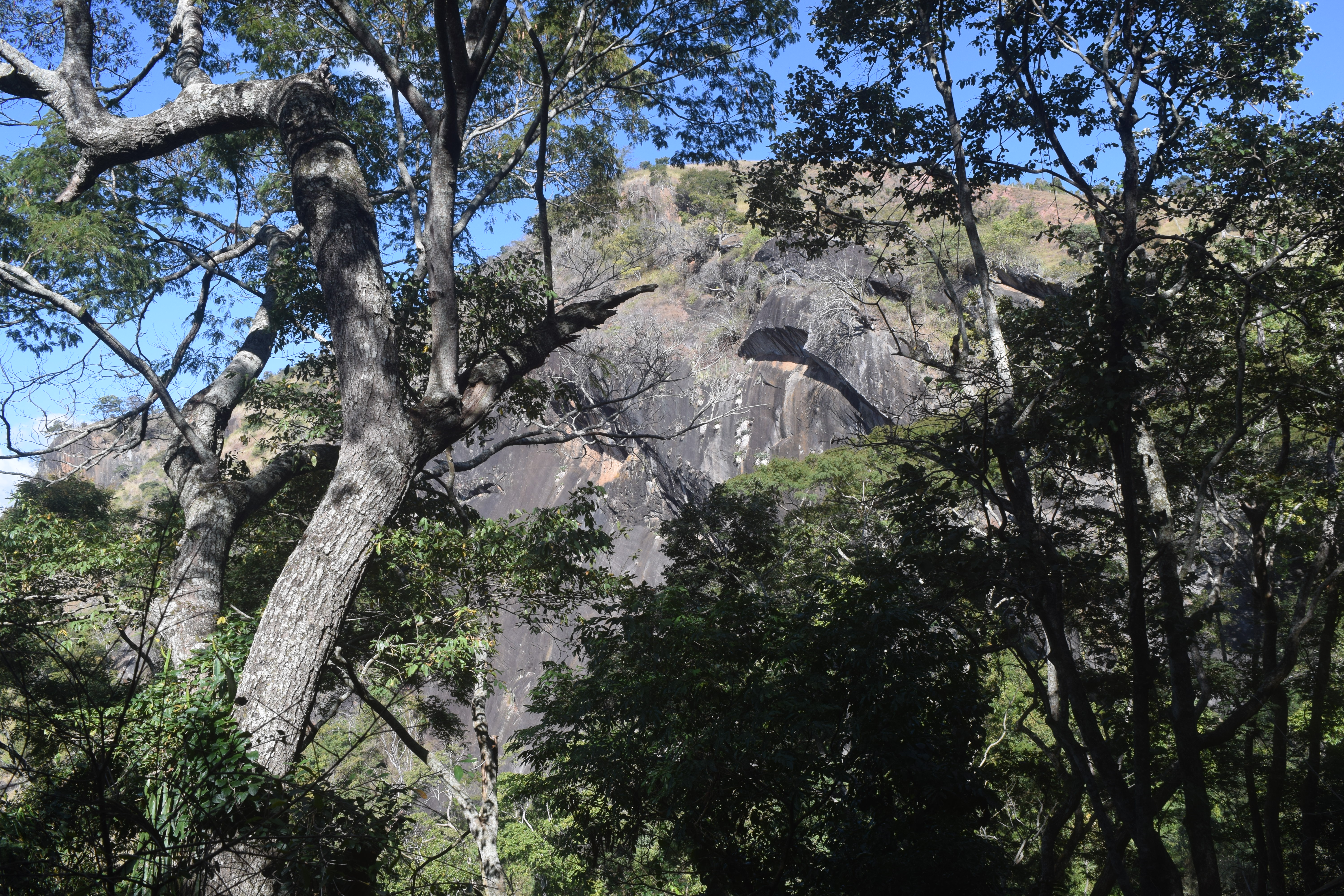
Pedra de Santa Irene.

Formação rochosa de granito onde os moradores dizem terem visto de forma recorrente a imagem da Santa. O local é visitado por muitos devotos para meditação e orações, na esperança de comtemplar a imagem da santa.
A formação rochosa está inserida em magníficas paisagens de mata, onde as montanhas se perdem de vista, devido a altitude. É ideal para prática de rapel e escalada.

### Pórtico da Cidade

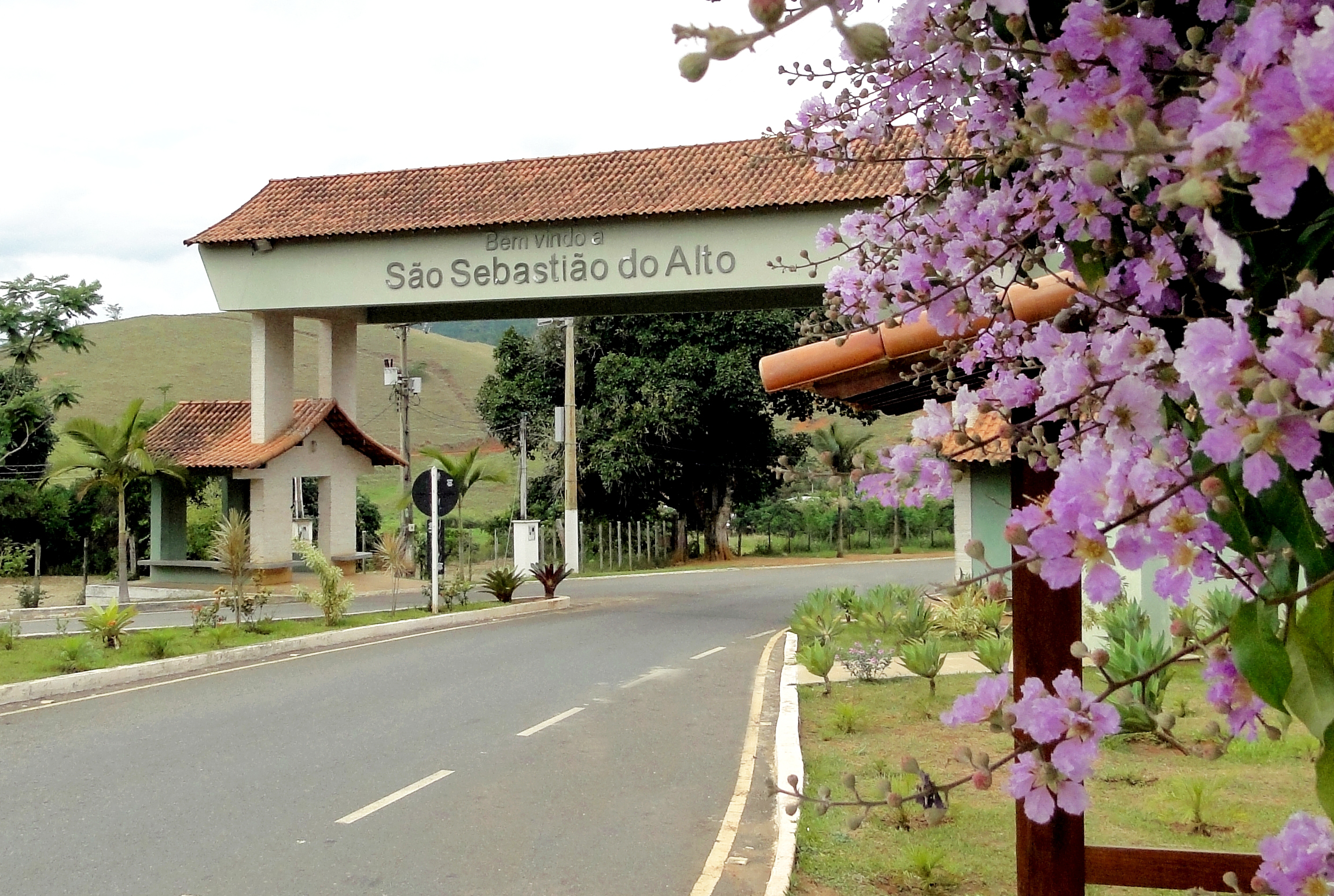
Pórtico da Cidade de São Sebastião do Alto

Local de parada para aquela foto registrando a chegada ao município de São Sebastião do Alto. Foi construído reproduzindo o estilo colonial de exterior clássico, com janelas duplas em formato de painéis de madeira, remetendo às características fachadas das casas na época de criação do município.
O pórtico da cidade é comumente cenário para fotografias de nossos visitantes, principalmente os praticantes de esportes de aventura, como os ciclistas, que estão frequentemente presentes em nossas serras acentuadas, perfeitas para treinamento tático de ganho de elevação.
Inaugurado em 5 de outubro de 2012, recebeu o nome em homenagem a professora Célia Conceição Pietrani.

### Trilhas Off Road

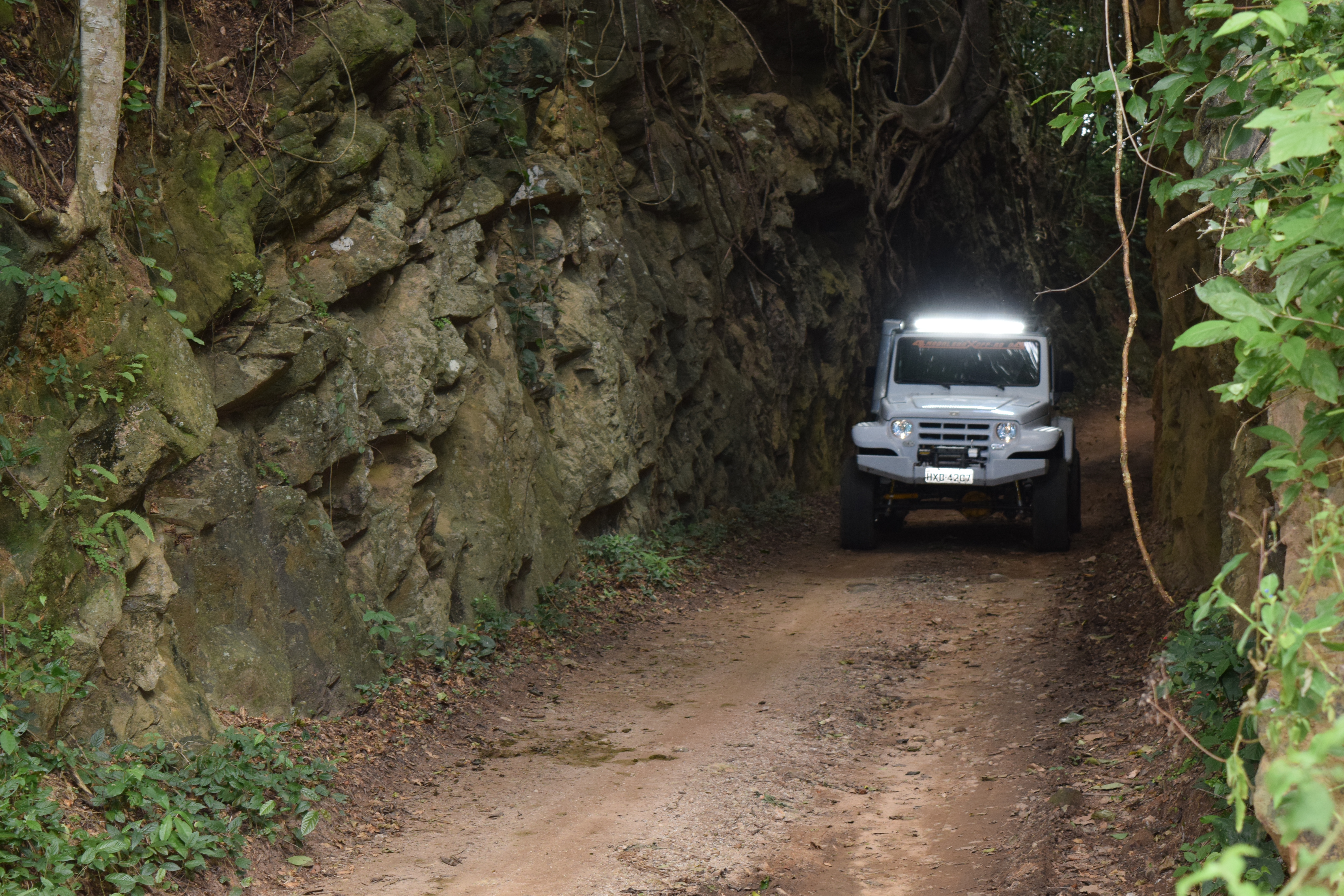
Trilhas Off Road no Município de São Sebastião do Alto

A categoria off road também está presente na modalidade automobilística em São Sebastião do Alto. A modalidade de pilotar veículos com funcionamento e estruturas especialmente preparados para terrenos não pavimentados, tem cada vez mais a adesão de praticantes dispostos a superar os obstáculos naturais em terras altenses.
É comum aos finais de semana ouvir os sons dos motores dos veículos e os pilotos se preparando para enfrentar as mais adversas condições de terrenos. Os praticantes saem para um passeio turístico de aventura principalmente nas diversas estradas e trilhas ao redor dos grandes lagos, formados pelas barragens no Rio Grande.

## Presidentes da Câmara Municipal com Função Executiva
No século XIX e início do século XX, o modelo administrativo era o exercido pelo Presidente da Câmara Municipal, onde exercia tanto os poderes Legislativos, quanto os poderes Executivos. No município de São Sebastião do Alto, este período foi de 1891 a 1922.
- 1891

Luiz Cordeiro de Araújo Lima

(Presidente do Conselho de Intendência)
- 1892 - 1896

Laudegário Gonçalves de Lima Gaeto

(Presidente do Conselho de Intendência)
- 1896

Luiz Cordeiro de Araújo Lima
- 1897 - 1901

Antônio Teixeira da Fonseca
- 1902 - 1904

Laudegário Gonçalves de Lima Gaeto
- 1904

Antônio Teixeira da Fonseca

Manoel Antônio de Moraes Junior

Luiz Rodrigues de Queiroz
- 1905 - 1908

Manoel Antônio de Moraes Junior
- 1908

Gastão Gonçalves Jardim
- 1909

Manoel Antônio de Moraes Junior

Gastão Gonçalves Jardim
- 1910

Bernardo da Silva Milheiro
- 1910 - 1912

Firmo Daflon
- 1912 - 1913

Bernardo da Silva Milheiro
- 1914

Joaquim Rodrigues de Queiroz
- 1915

Joaquim Rodrigues de Queiroz

Antônio Reis

Eulógio Pereira de Queiroz

Antônio Pinto de Almeida
- 1916

Antônio Ferreira Mariano

Antônio Pinto de Almeida

Januário de Toledo Piza
- 1917 - 1918

Custódio Teixeira de Carvalho
- 1919 - 1921

Carlos Schimmler
- 1921 - 1922

Francisco Salustiano Pinto

## Prefeitos
- 1922

FRANCISCO SALUSTIANO PINTO

Eleito. Período: 1922/1924

Destituído em 02/08/1923
- 1923

CARLOS SCHIMMLER

Nomeado. Período: 1923/1924

Posse: 31/08/1923
- 1924

EULÓGIO PEREIRA DE QUEIROZ

Eleito. Período: 1924/1926

Posse: 19/06/1924
- 1926

JULIO VIEITAS

Eleito. Período: 1926/1929

Posse: 31/12/1926
- 1929

FRANCISCO SALUSTIANO PINTO

Eleito. Período: 1929/1932

Posse: 31/12/1929

Término do mandato: 31/12/1932

Destituído em 25/10/1930
- 1930

OSÓRIO ALVES TAVARES

Nomeado. Período: 1930/1931

Posse: 17/11/1930
- 1931

CARLOS SCHIMMLER

Nomeado. Período: 1931/1932

- 1932

JOSÉ LEMGRUBER

Nomeado. Período: 1932/1936
- 1936

JULIO VIEITAS

Sede da Câmara Municipal e Prefeitura de São Sebastião do Alto. Década de 1920.

Interior da Câmara Municipal de São Sebastião do Alto.

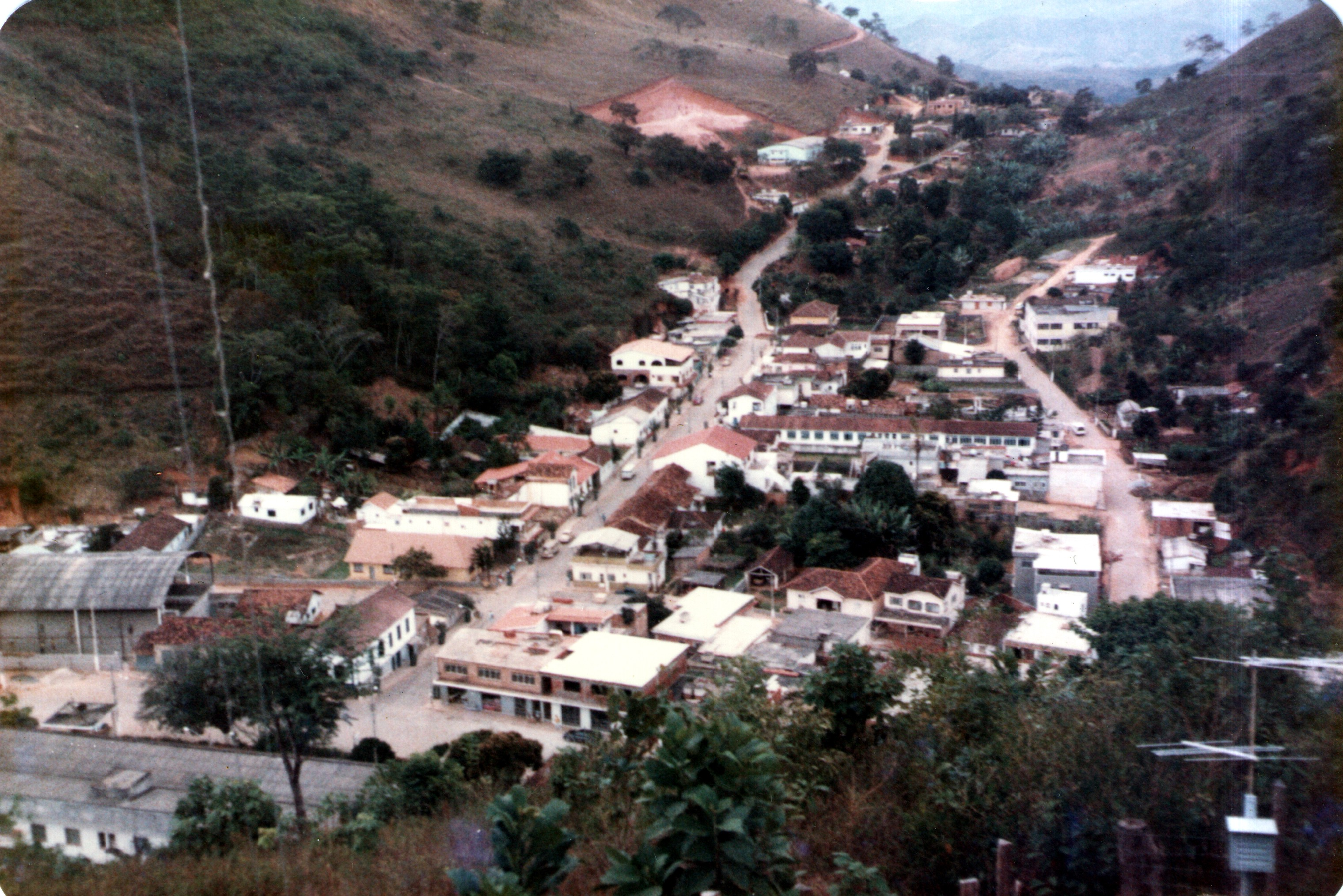
São Sebastião do Alto de outro ângulo, na década de 1980.

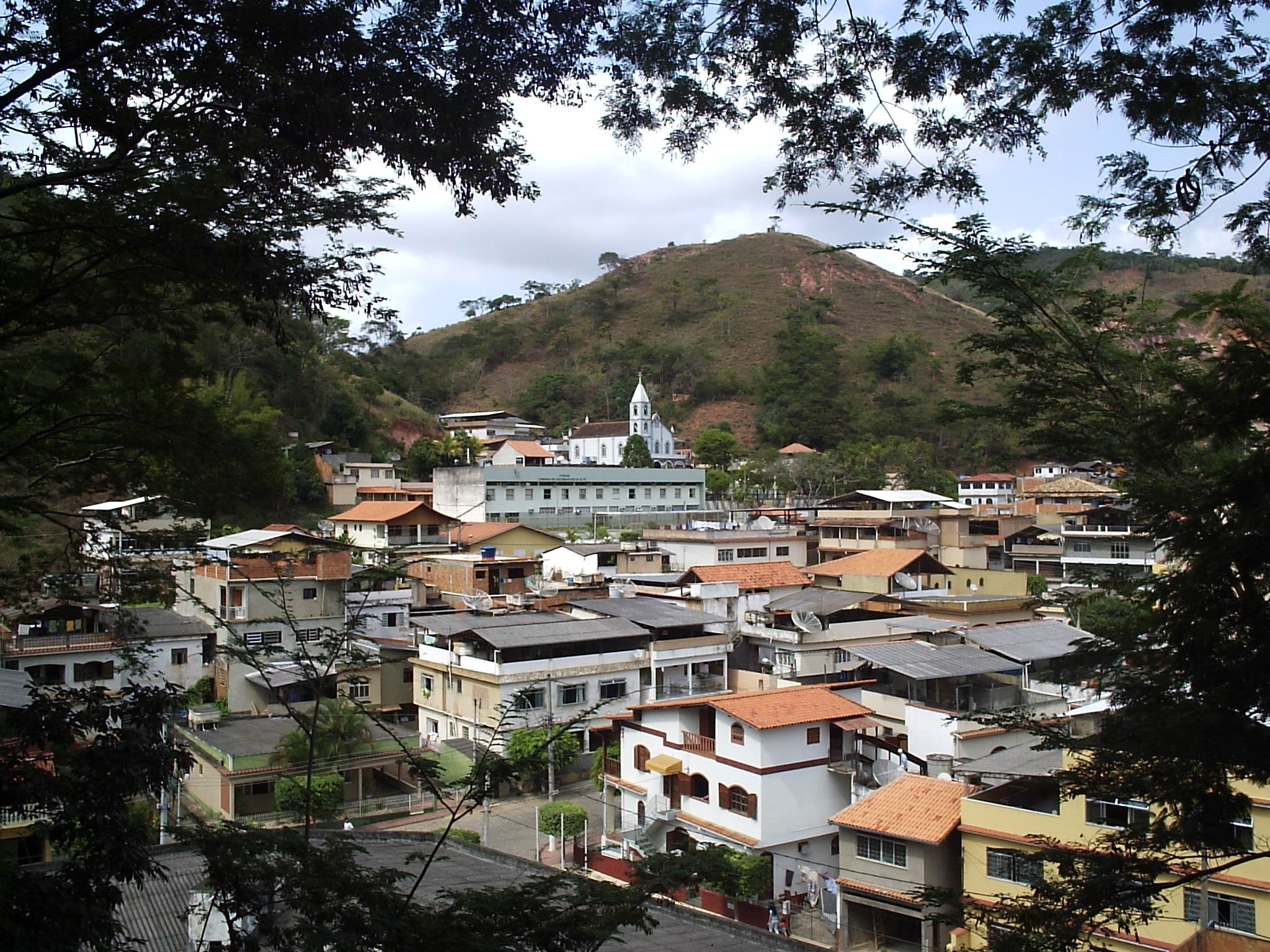
Vista parcial de São Sebastião do Alto em 2005.

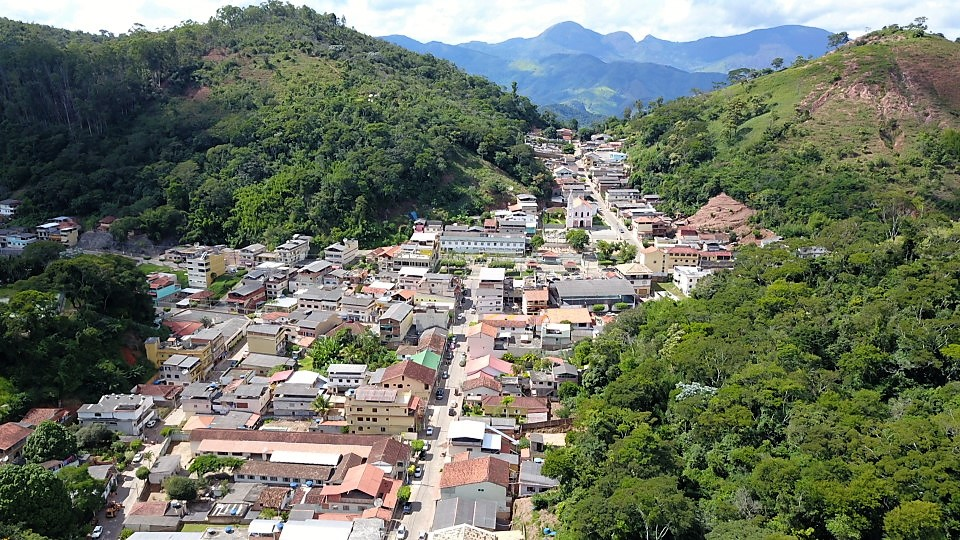
Vista aérea de São Sebastião do Alto em 2018.

Nomeado. Período: Fevereiro/agosto de 1936

FRANCISCO SALUSTIANO PINTO

Eleito. Período: 1936/1939

Posse: 12/08/1936

Término do mandato: 12/12/1939

Destituído em maio de 1939
- 1939

JOSÉ LEMGRUBER

Nomeado. Período de maio de 1939 a 08/05/1944
- 1944

JOSÉ BRAZ SOARES

Nomeado. Período: 1944/1945

Posse: 09/05/1944
- 1945

HERMES PEREIRA FERRO

Nomeado. Período: 1945/1946

Posse: 03/04/1945

Renunciou para concorrer às eleições.
- 1946

DÉLCIO VAHIA DE ABREU

Nomeado. Período: 1946/1947
- 1947

HERMES PEREIRA FERRO

Eleito. Período: 1947/1951

Posse: 03/02/1947
- 1951

DÉLCIO VAHIA DE ABREU

Eleito. Período: 1951/1955

Posse: 03/02/1951
- 1955

HERMES PEREIRA FERRO

Eleito. Período: 1955/1959

Posse: 03/02/1955

Renunciou em 26/07/1958

Vice-prefeito, João da Rocha Ferreira Júnior, que assumiria, também renunciou.
- 1958

ODILON PEREIRA DAFLON

Presidente da Câmara Municipal, completou o mandato.

Período: 1958/1959

Posse: 04/08/1958
- 1959

FRANCISCO MÁRIO MARTINS

Eleito. Período: 1959/1963

Posse: 31/01/1959
- 1963

HERMES PEREIRA FERRO

Eleito. Período: 1963/1967

Posse: 31/01/1963
- 1967

FIRMO DAFLON FILHO

Eleito. Período: 1967/1971

Posse: 31/01/1967
- 1969

ALTAIR JARDIM CORRÊA

Vice-prefeito.

Interino. Período: 11/10/1969 a 31/10/1969
- 1971

HÉLIO VOGAS

Eleito. Período: 1971/1973

Posse: 31/01/1971
- 1973

HERMES PEREIRA FERRO

Eleito. Período: 1973/1977

Posse: 31/01/1973
- 1977

JOÃO DA ROCHA FERREIRA JÚNIOR

Eleito. Período: 1977/1983

Posse: 31/01/1977
- 1981

CARLIN BENEDITO LATINI

Vice-prefeito. Completou o mandato.

Período: 1981/1983

Posse: 08/04/1981
- 1983

HERMES PEREIRA FERRO

Eleito. Período: 1983/1988

Posse: 03/01/1983
- 1989

ANTÔNIO JOSÉ SEGALOTE PONTES

Eleito. Período: 1989/1992

Posse: 01/01/1989
- 1993

GERALDO PIETRANI

Eleito. Período: 1993/1996

Posse: 01/01/1993
- 1997

ANTÔNIO JOSÉ SEGALOTE PONTES

Eleito. Período: 1997/2000

Posse: 01/01/1997
- 2001

ANTÔNIO JOSÉ SEGALOTE PONTES

Eleito. Período: 2001/2004

Posse: 01/01/2001
- 2005

GERALDO PIETRANI

Eleito. Período: 2005/2008

3.375 (53%)votos

Posse: 01/01/2005
- 2009

GERALDO PIETRANI

Eleito. Período: 2009/2012

3.738 votos (56%)

Posse: 01/01/2009
- 2013

CARMOD BARBOSA BASTOS

Eleito. Período: 2013/2016

2.735 votos (42,90%)

Posse: 01/01/2013

Afastado em 07/06/2013

Destituído em 12/04/2014
- 2014

MAURO HENRIQUE SILVA QUEIROZ CHAGAS

Vice-prefeito assume o cargo em 14/04/2014

2.735 votos (42,90%)

Afastado em 20/03/2015

Destituído em 08/12/2015
- 2015

ROSÂNGELA PEREIRA BORGES DO AMARAL

Presidente da Câmara Municipal completou o mandato.

550 votos (8,59%)

Posse: 20/03/2015
- 2017

CARLOS OTÁVIO DA SILVA RODRIGUES

Eleito. Período: 2017/2020

4.170 votos (62,35%)

Posse: 01/01/2017
- 2021

ALIF RODRIGUES DA SILVA

Eleito. Período 2021/2024

3.662 votos (60,07%)

Posse: 01/01/2021
- 2025

CLAUDIANE DOS SANTOS PIETRANI RODRIGUES

Eleita. Período 2025/2028.

3.474 votos (51,22%)

Diplomação: 12/12/2024 